# Polinesia Francesa
La Polinesia Francesa (en francés: Polynésie Française; en tahitiano: Porinetia Farani) es una colectividad de ultramar francesa localizada en Oceanía al sur del océano Pacífico. Está compuesta por 118 islas y atolones de los cuales 67 están habitados. La isla Tahití, en el archipiélago de las islas de la Sociedad, es la más famosa y poblada de las islas, con Papeete, la capital y localidad más grande, localizada en ella.

## Historia

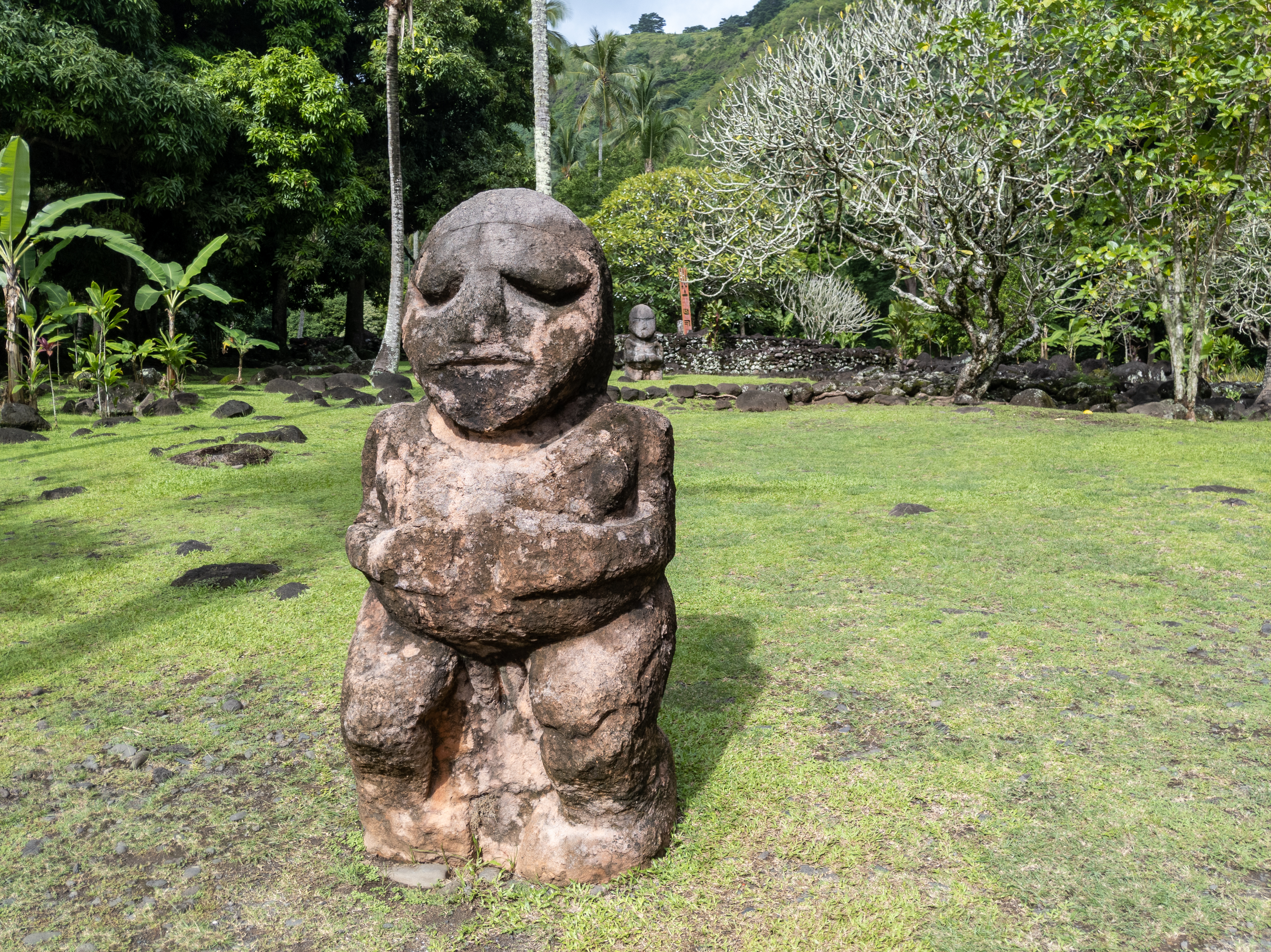
Escultura en Paea Polinesia Francesa

### Poblamiento
La hipótesis generalmente aceptada en la actualidad es que la Polinesia fue poblada desde el sudeste asiático.
Hace 5000 años, los habitantes de la costa del sur de la actual China, hablantes de lenguas formosanas, cultivadores de mijo y arroz, empezaron a cruzar el Estrecho para instalarse en la isla de Taiwán. Alrededor del segundo milenio a. C. se produjeron migraciones desde Taiwán a Filipinas. Pronto comenzaron otras migraciones desde Filipinas a Célebes y Timor y desde allí a las demás islas del archipiélago indonesio, llevando consigo su lengua.
Hacia el siglo XV a. C., otro movimiento se dirigió desde las Filipinas a Nueva Guinea y más allá a las islas del Pacífico. Los austronesios fueron probablemente los primeros navegantes de la historia de la humanidad. Las primeras islas a las que se llegó fueron probablemente las Islas Marquesas en el primer siglo, y luego las Islas de la Sociedad alrededor del año 300. Desde esta base, los polinesios se habrían extendido a la isla de Pascua (500), a Hawái (900) y a Nueva Zelanda (1100).
En 2010, una expedición a bordo de una simple canoa con velas recorrió la ruta de asentamiento en dirección contraria, desde Tahití hasta Asia.

### Colonización francesa

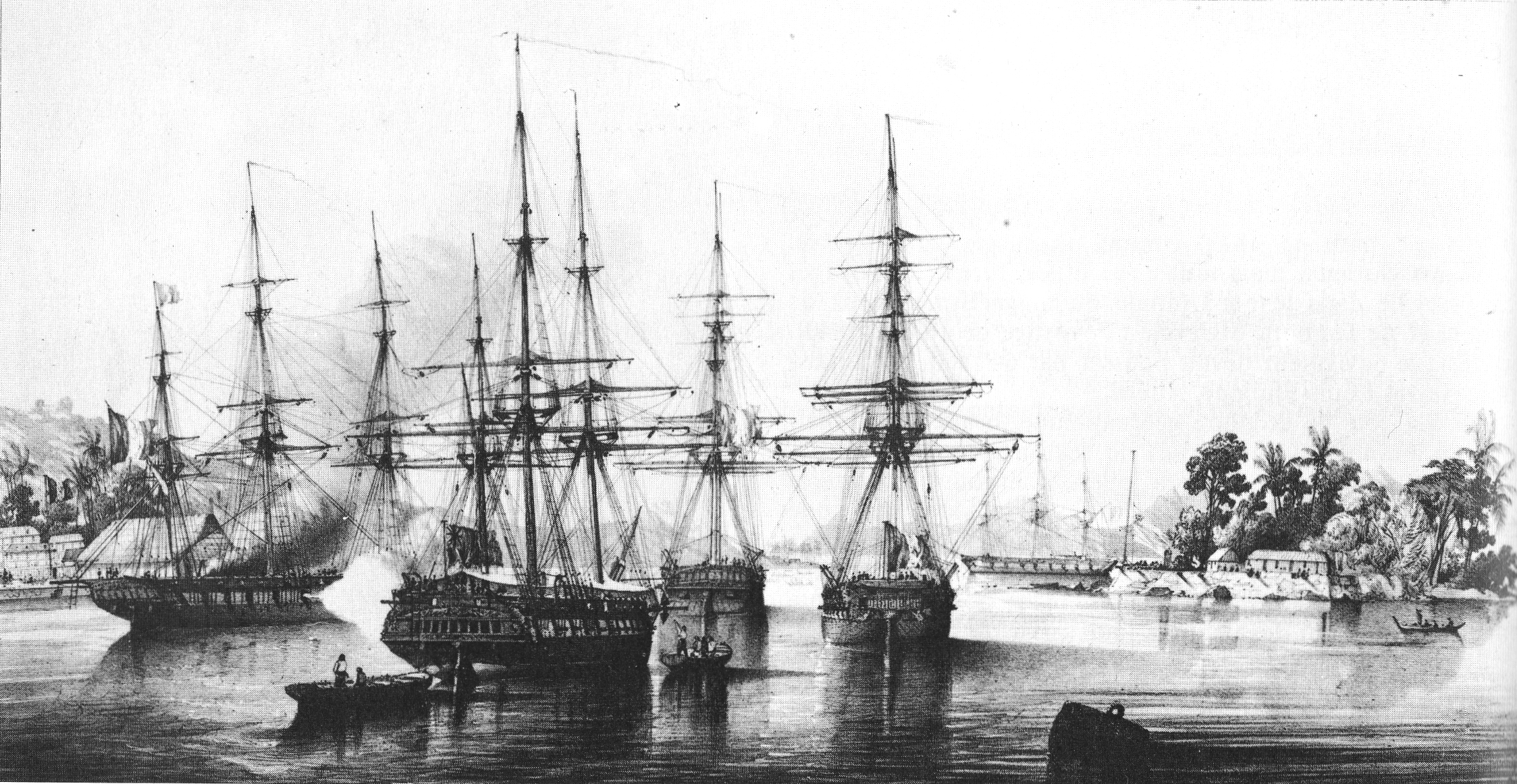
El marino francés Abel Aubert du Petit-Thouars tomó posesión de Tahití el 9 de septiembre de 1842.

Los grupos de islas que componen la Polinesia Francesa no estaban oficialmente unidos hasta el establecimiento del protectorado francés en 1889. Las primeras de estas islas que fueron habitadas por aborígenes polinesios fueron las islas Marquesas en el año 300 de nuestra era y el archipiélago de la Sociedad en el año 800. Los polinesios fueron organizados en cacicazgos dispersos.
Los contactos con europeos comenzaron en 1521 cuando el explorador portugués Fernando de Magallanes al servicio de España avista Puka Puka en el archipiélago de Tuamotu. En 1595 el español Álvaro de Mendaña descubre y bautiza el archipiélago de las Marquesas. El portugués Pedro Fernández de Quirós arribará a las Tuamotu en 1605. El neerlandés Jakob Roggeveen se encontró con Bora Bora en la islas de la Sociedad en 1722, y el explorador británico Samuel Wallis visitó Tahití en 1767. El explorador francés Louis Antoine de Bougainville visitó Tahití en 1768, mientras que el explorador británico James Cook la visitó en 1769. Las misiones cristianas comenzaron con los sacerdotes españoles que se quedaron en Tahití a partir de 1772 hasta 1775; los cristianos protestantes de la Sociedad Misionera de Londres se establecieron definitivamente en la Polinesia en 1797.
El rey Pōmare II de Tahití se vio obligado a huir a Moorea en 1803; él y sus súbditos se convirtieron al protestantismo en 1812. Los misioneros católicos franceses llegaron a Tahití en 1834; su expulsión en 1836 causó que Francia enviara un buque de guerra en 1838. Entre 1837 y 1839, el chileno Ramón Freire vivió en la isla, siendo designado en 1838 como embajador ante el almirante francés Abel Aubert du Petit-Thouars y logró que los dominios de la Reina se mantuvieran independiente de la corona de Luis Felipe I de Francia. En 1842, Tahití y Tahuata fueron declaradas un protectorado francés, para permitir que los misioneros católicos trabajaran sin ser molestados. La capital de la localidad fue fundada en 1843. En 1880, Francia se anexionó Tahití, cambiando su estatus de un protectorado al de una colonia
En la década de 1880, Francia reclamó el archipiélago de Tuamotu, que perteneció a la dinastía Pōmare sin anexarlo formalmente. Tras haber declarado un protectorado sobre Tahuatu en 1842, los franceses consideraron todas las islas Marquesas como francesas. En 1885, Francia nombró un gobernador y estableció un consejo general, dándole una adecuada administración de colonia. Las islas de Rurutu y Rimatara estuvieron bajo presión para estar bajo protección británica en 1888 sin éxito, por lo que en 1889 fueron anexadas por Francia. Los sellos de correos emitidos originalmente en la colonia datan de 1892.

### A partir delsigloXX
El primer nombre oficial de la colonia fue Établissements de l'Océanie (Asentamientos en Oceanía); en 1903 el Consejo General se cambió a un consejo consultivo y el nombre de la colonia fue cambiado a Établissements français de l'Océanie (Asentamientos franceses en Oceanía).

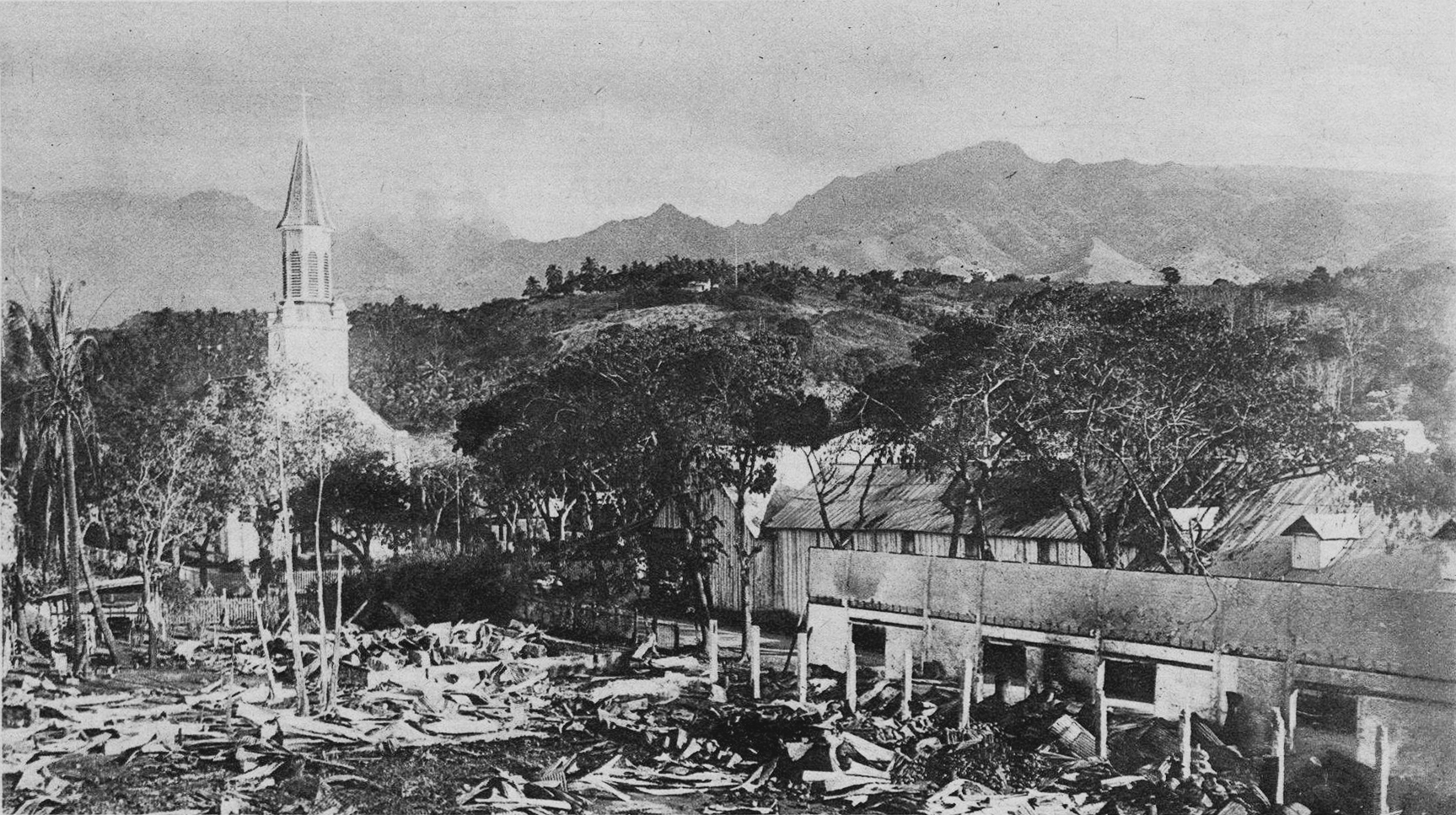
Destrozos tras el bombardeo de Papeete en 1914 por buques alemanes bajo mando de Maximilian von Spee.

En 1914, Papeete fue bombardeada por dos cruceros navales del Imperio Alemán que pretendían apoderarse de las reservas de carbón. Este último fue incendiado mientras los cañones navales, instalados en tierra, disparaban contra los barcos alemanes. En represalia, bombardearon la ciudad y luego se retiraron. Un barco alemán apresado unos días antes fue hundido en el puerto, así como una cañonera francesa.
La EFO participó con Nueva Caledonia en el Batallón del Pacífico que partió para luchar en Europa. 1000 soldados del batallón procedían de la Polinesia durante la guerra (entre ellos, Pouvanaa Oopa, de Huahine, que se presentó como voluntario en 1917, y que luchó en el frente de Champagne en 1918); 300 murieron. Esta unidad se disolvió en 1919.
En 1918-1919, el territorio se vio afectado por la epidemia mundial llamada entonces gripe de 1918.
En 1931, Uturoa recibió el estatus de municipio mixto; su comisión municipal estaba formada por 4 cargos electos (2 franceses y 2 nativos), el presidente era nombrado por el administrador de las Islas de Sotavento.
En 1932 se restableció el Consejo Privado y el Consejo Administrativo fue sustituido por un consejo denominado Delegaciones Económicas y Financieras (DEF); estas instituciones funcionaron hasta 1945. Las DEF estuvieron compuestas por 6 miembros de oficio (el alcalde de Papeete, los presidentes de las Cámaras de Comercio y Agricultura, los administradores del ISLV, de las Tuamotu y de las Marquesas) y 7 miembros elegidos (entre ellos los delegados de Papeete, Uturoa y las dos Cámaras).
En 1940 el Gobierno de la Polinesia Francesa reconoce las Fuerzas de la Francia Libre y muchos polinesios sirven en la Segunda Guerra Mundial. El Gabinete Imperial Konoe, en Japón (desconocido por los franceses y polinesios), incluyó el 16 de septiembre de 1940 la Polinesia Francesa entre los muchos territorios que se convertirían en las posesiones japonesas en el mundo de la posguerra - aunque en el curso de la guerra en el Pacífico los japoneses no fueron capaces de lanzar una invasión real de las islas francesas.

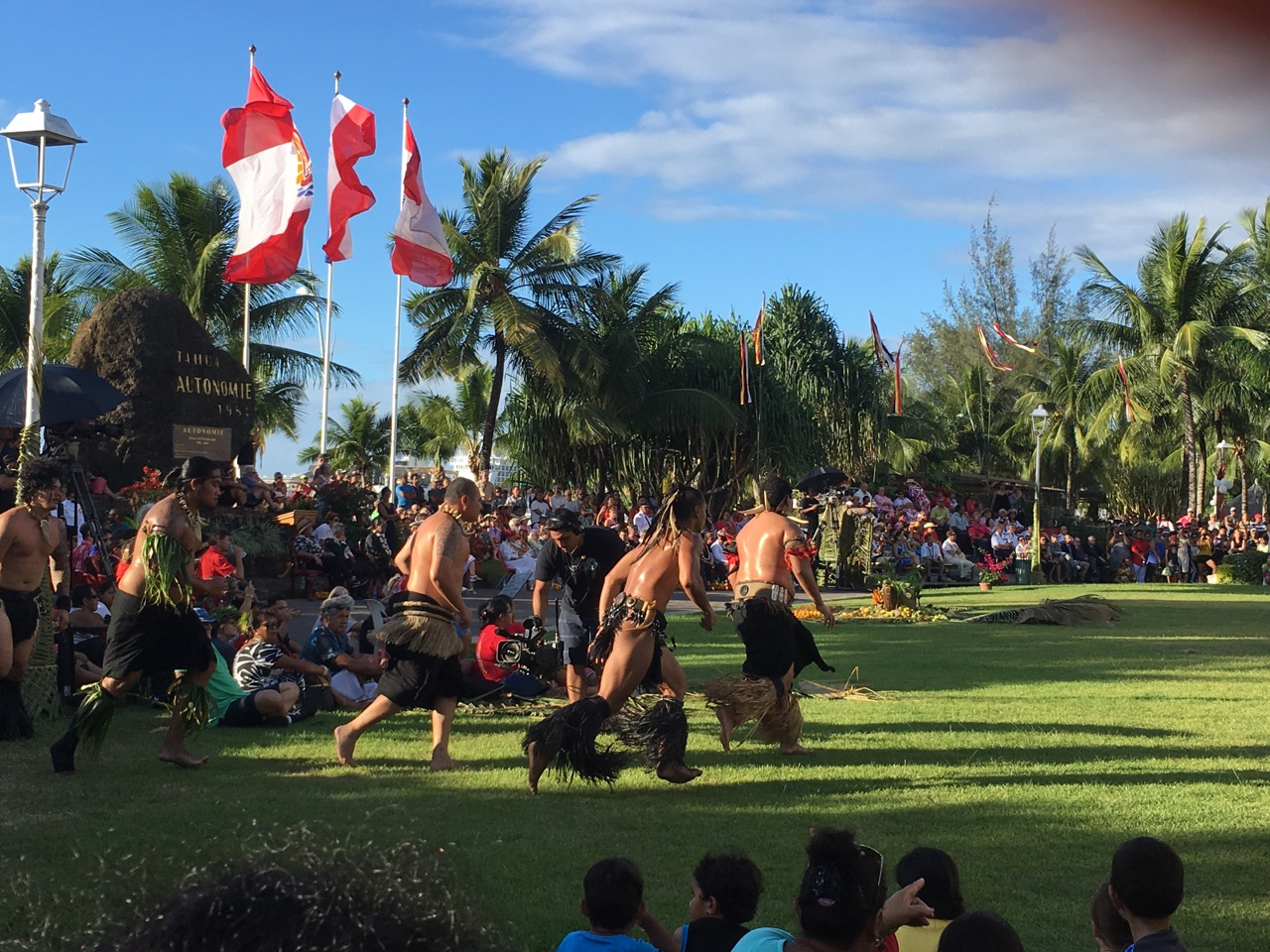
Festival de Danza en 2018

En 1946, a los polinesios se les concedió la ciudadanía francesa y las islas se convirtieron en un territorio de ultramar, cuyo nombre fue cambiado en 1957 a Polynésie Française (Polinesia Francesa). En 1962, el polígono de ensayos nucleares de Argelia, no pudo seguir siendo usado por la independencia de esa colonia, y el atolón de Mururoa, en el archipiélago de Tuamotu, fue seleccionado como el sitio de pruebas de los nuevos ensayos que se realizaron bajo tierra después de 1974. En 1977, a la Polinesia Francesa se le concedió la autonomía interna parcial, y en 1984, fue ampliada su autonomía. La Polinesia francesa se convirtió finalmente en una colectividad de ultramar de Francia en 2004.
En septiembre de 1995, la política nuclear de Francia suscitó protestas generalizadas por la reanudación de los ensayos nucleares en el atolón de Fangataufa, después de una paralización de tres años. La última prueba fue el 27 de enero de 1996. El 29 de enero de 1996, Francia anunció que se unía al Tratado de Prohibición Completa de los Ensayos, y suspendió los ensayos con las armas nucleares en el área.
Entre los años 1990 y 2000, la vida política se estructuró en torno a dos partidos: Tavini Huiraatira (Oscar Temaru) y Tahoeraa Huiraatira (Gaston Flosse). En 2004, varios movimientos se agrupan alrededor de la Tavini y dan forma a la UPLD. En 2008, la UPLD y Huiraatira Tahoeraa celebran un acuerdo de coalición y se forma la UDSP.
Aunque no formó parte integrante de su territorio, la Isla de Clipperton, se administró desde la Polinesia Francesa hasta 2007.
Desde 2013, la Polinesia Francesa forma parte de la lista de las Naciones Unidas de territorios no autónomos.

## Política y gobierno

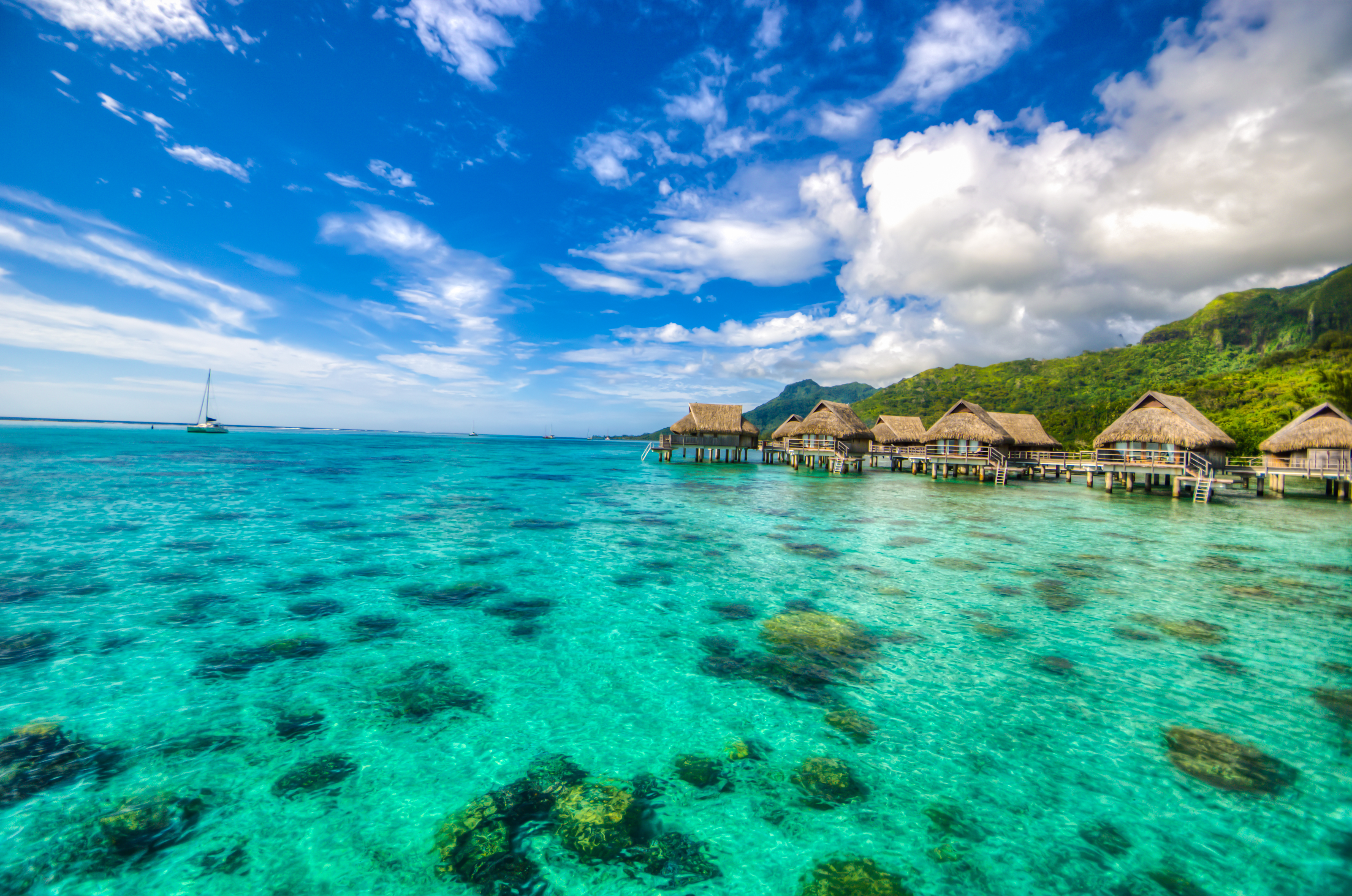
Tahití en las Islas de la Sociedad es la isla más grande de la Polinesia Francesa

En virtud del artículo 74 de la Constitución francesa y de la Ley Orgánica 2014-192 sobre el estatuto de autonomía de la Polinesia Francesa, la política de la Polinesia Francesa se desarrolla en el marco de una colectividad de ultramar democrática representativa y parlamentaria, en la que el presidente de la Polinesia Francesa es el jefe de Gobierno, y de un sistema multipartidista. El poder ejecutivo lo ejerce el Gobierno. El poder legislativo recae tanto en el Gobierno como en la Asamblea de la Polinesia Francesa (la asamblea territorial).
La vida política de la Polinesia Francesa está marcada por una gran inestabilidad desde mediados de la década de 2000. El 14 de septiembre de 2007, el líder independentista Oscar Temaru, fue elegido presidente de la Polinesia Francesa por tercera vez en tres años (con 27 de los 44 votos emitidos en la asamblea territorial). Sustituyó al expresidente Gaston Tong Sang, opuesto a la independencia, que perdió una moción de censura en la Asamblea de la Polinesia Francesa el 31 de agosto, después de que el antiguo presidente de la Polinesia Francesa, Gaston Flosse, hasta entonces opuesto a la independencia, se aliara con su viejo enemigo Oscar Temaru para derrocar al gobierno de Gaston Tong Sang. Sin embargo, Oscar Temaru no contaba con una mayoría estable en la Asamblea de la Polinesia Francesa, y en febrero de 2008 se celebraron nuevas elecciones territoriales para resolver la crisis política.
El partido de Gaston Tong Sang ganó las elecciones territoriales, pero eso no resolvió la crisis política: los dos partidos minoritarios de Oscar Temaru y Gaston Flosse, que juntos tienen un miembro más en la asamblea territorial que el partido político de Gaston Tong Sang, se aliaron para impedir que Gaston Tong Sang fuera presidente de la Polinesia Francesa. Gaston Flosse fue entonces elegido presidente de la Polinesia Francesa por la asamblea territorial el 23 de febrero de 2008 con el apoyo del partido independentista dirigido por Oscar Temaru, mientras que Oscar Temaru fue elegido presidente de la asamblea territorial con el apoyo del partido antiindependentista dirigido por Gaston Flosse. Ambos formaron un gabinete de coalición. Muchos observadores dudaban de que la alianza entre el antiindependentista Gaston Flosse y el independentista Oscar Temaru, destinada a impedir que Gaston Tong Sang se convirtiera en presidente de la Polinesia Francesa, pudiera durar mucho tiempo.

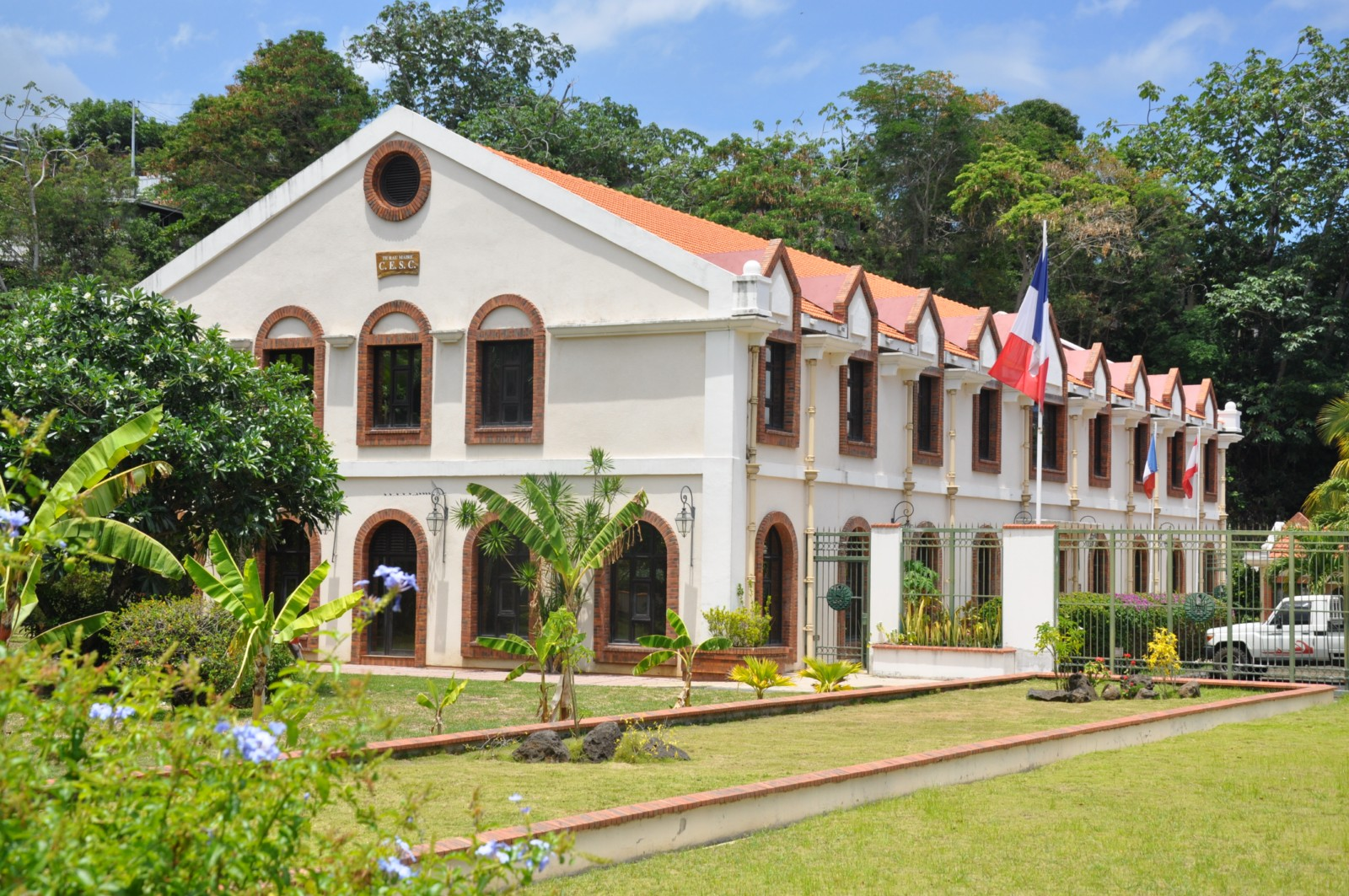
Sede del Consejo Económico, Social y Cultural de la Polinesia Francesa

En las elecciones municipales francesas celebradas en marzo de 2008, varios destacados alcaldes miembros de la coalición Flosse-Temaru perdieron sus cargos en municipios clave de la Polinesia Francesa, lo que se interpretó como una desaprobación de la forma en que Gaston Tong Sang, cuyo partido los votantes de la Polinesia Francesa habían colocado en primer lugar en las elecciones territoriales del mes anterior, había sido impedido de convertirse en presidente de la Polinesia Francesa por la alianza de última hora entre los partidos de Flosse y Temaru.
Finalmente, el 15 de abril de 2008, el gobierno de Gaston Flosse fue derrocado por un voto de censura constructivo en la asamblea territorial cuando dos miembros de la coalición Flosse-Temaru abandonaron la coalición y se pusieron del lado del partido de Tong Sang. Gaston Tong Sang fue elegido presidente de la Polinesia Francesa como resultado de esta moción de censura constructiva, pero su mayoría en la asamblea territorial es muy estrecha. Ofreció puestos en su gabinete a los partidos de Flosse y Temaru, que ambos rechazaron. Gaston Tong Sang ha hecho un llamamiento a todos los partidos para que contribuyan a poner fin a la inestabilidad de la política local, un requisito previo para atraer a los inversores extranjeros necesarios para desarrollar la economía local. 
El presidente de la Polinesia Francesa es el jefe de Gobierno. El poder ejecutivo está representado por el presidente, el Alto Comisionado, el presidente de la Asamblea y el gabinete o Consejo de Ministros. 
El poder legislativo está representado por la Asamblea de la Polinesia Francesa. La Polinesia Francesa no cuenta con un ejército como tal, y las labores de defensa del archipiélago son responsabilidad de Francia.
Según la ONU, la Polinesia Francesa sigue siendo, junto a Nueva Caledonia una de las dos colonias de la República Francesa; estando bajo supervisión del comité de descolonización, para poner fin al colonialismo

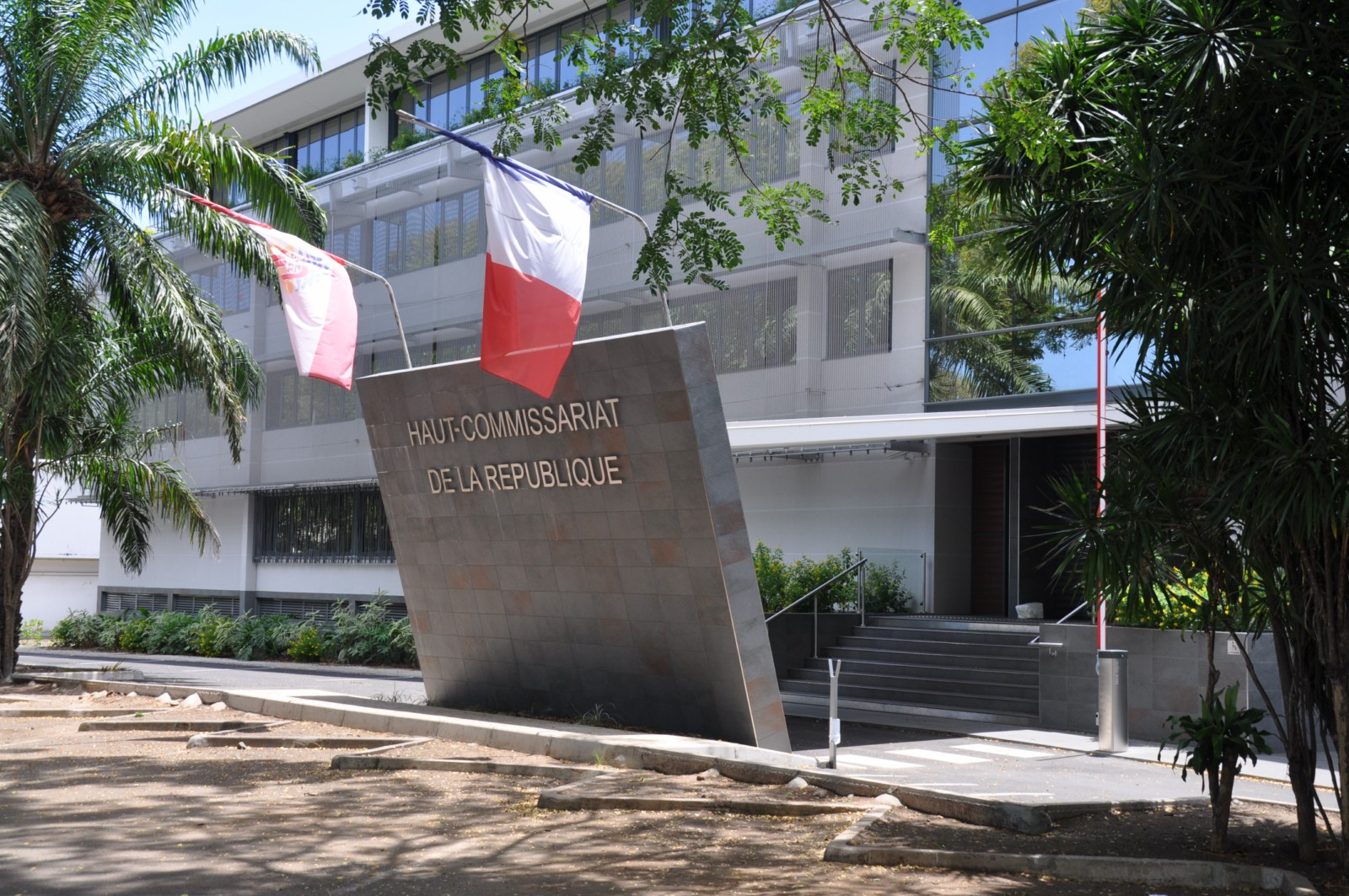
Oficina del Alto Comisionado de la República Francesa

### Cuestión de la independencia
El referéndum del 28 de septiembre de 1958, propuesto por el gobierno dirigido por Charles de Gaulle, pedía a los franceses que ratificaran el proyecto de Constitución. Este texto sentó las bases de la Quinta República. En las colonias francesas, el referéndum también tenía como objetivo la creación de la Comunidad Francesa. Guinea fue el único país que rechazó el referéndum y se independizó directamente. En la Polinesia Francesa, aunque los habitantes votaron globalmente por el "sí", por 16 279 votos frente a 8 988 por el "no", el "no" ganó en las islas de Sotavento, especialmente en Huahine, bastión de Pouvanaa Oopa, que hizo campaña por el "no". Por el contrario, las Islas Marquesas se caracterizaron por un masivo voto afirmativo de casi el 90 %.
Los partidos E'A Api y Here Ai'a de Francis Sanford tomaron el relevo de la lucha por la autonomía liderada hasta entonces por el Rassemblement des populations tahitiennes de Pouvanaa Oopa tras su disolución en 1963. Oscar Temaru fundó el Frente de Liberación Polinesio (FLP) en 1977, que adoptó el nombre de Tavini huiraatira no te ao Ma'ohi (Servidor del Pueblo Polinesio) en 1983. Ganó las elecciones del 23 de mayo de 2004, en las que encabezó una lista de alianza, la Unión por la Democracia (UPLD), que reunía a varios partidos unidos contra Gastón Flosse. Pero su coalición no duró más que unos meses. El periodo de inestabilidad que siguió le permitió ser presidente varias veces.
En 2011, el presidente independentista Oscar Temaru anunció que quería poner fin a "170 años de colonización" en la Polinesia Francesa solicitando la inclusión de la comunidad en la lista de la ONU de territorios no autónomos a descolonizar en el Foro de las Islas del Pacífico celebrado en Auckland. El senador independentista Richard Tuheiava afirma haber obtenido el apoyo de "al menos diez" de los dieciséis miembros del Foro. También dijo: "Tenemos problemas de salud, problemas económicos, todos ellos consecuencia de las decisiones del gobierno francés de utilizarnos para realizar sus pruebas nucleares". El Estado francés se opuso enérgicamente a esta medida, y el presidente Nicolas Sarkozy la calificó de "demagogia".

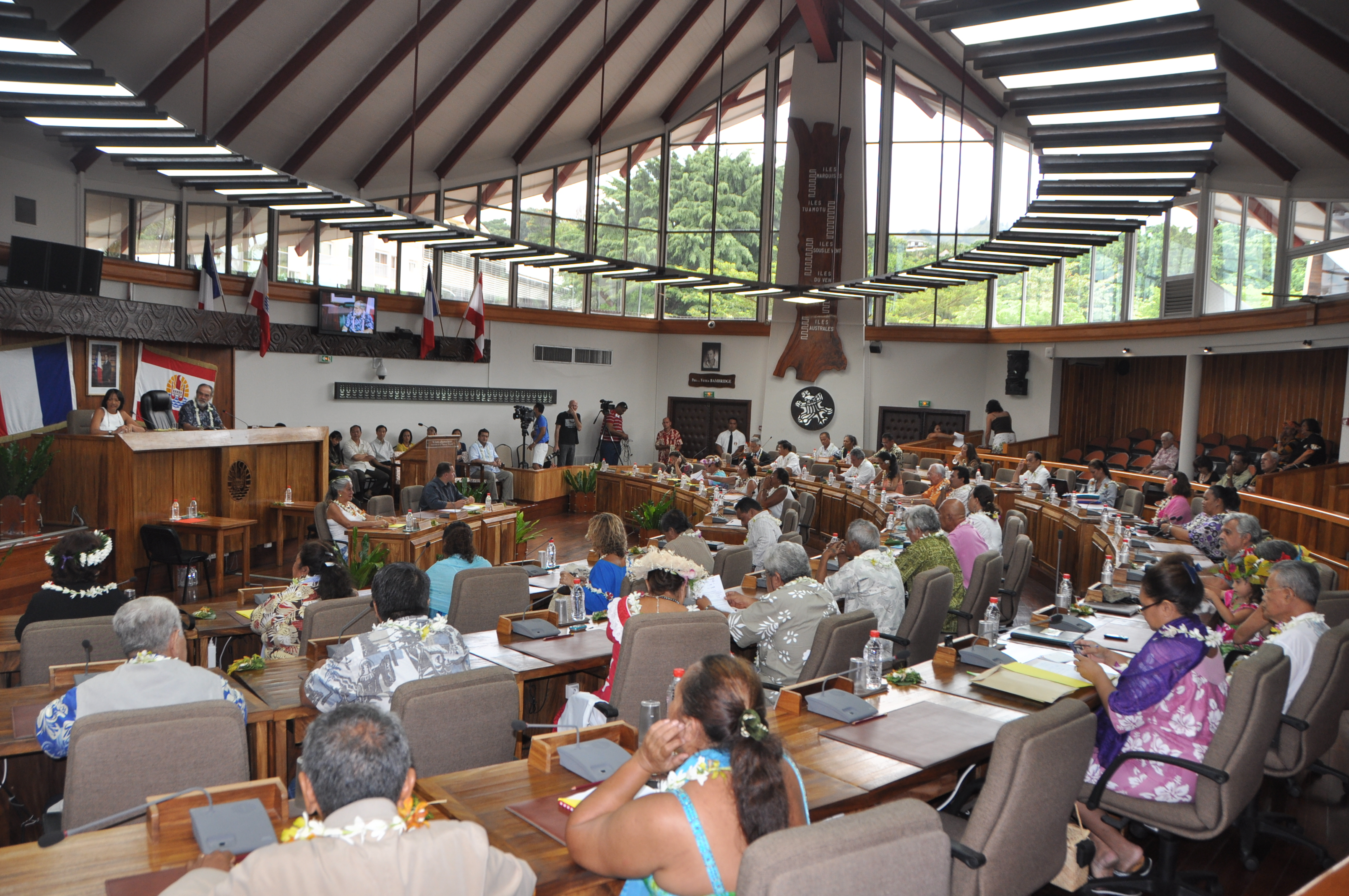
El Hemiciclo de la Asamblea de la Polinesia Francesa

Según el politólogo Sémir Al Wardi, los polinesios tienen un derecho constitucional a la emancipación, sujeto únicamente a su deseo colectivo de hacerlo. La Constitución francesa establece en su preámbulo: "En virtud de estos principios y del principio de la libre determinación de los pueblos, la República ofrecerá a los territorios de ultramar que manifiesten la voluntad de adherirse a ella nuevas instituciones fundadas en el ideal común de libertad, igualdad y fraternidad y concebidas con vistas a su desarrollo democrático". 
Además, el preámbulo de la Constitución de 1946 (aún vigente en la Constitución de 1958) contiene la siguiente declaración: "Fiel a su misión tradicional, Francia se propone conducir a los pueblos de los que es responsable a la libertad de administrarse y de gestionar sus propios asuntos democráticamente; rechazando todo sistema de colonización basado en la arbitrariedad, garantiza a todos la igualdad de acceso a las funciones públicas y el ejercicio individual o colectivo de los derechos y libertades proclamados o confirmados anteriormente". Por último, en el artículo 53, el texto constitucional dice: "Ninguna cesión, canje o adición de territorio es válida sin el consentimiento de las poblaciones interesadas".
Durante 2012, Oscar Temaru llevó a cabo una intensa labor de presión sobre los microestados de Oceanía, varios de los cuales, Islas Salomón, Nauru y Tuvalu, presentaron un proyecto de resolución en la Asamblea General de la ONU para afirmar "el derecho inalienable del pueblo de la Polinesia Francesa a la autodeterminación y la independencia". En mayo de 2013, la UPLD perdió las elecciones a la Asamblea de la Polinesia, obteniendo solo 11 escaños frente al partido de Gastón Flosse, con 38 escaños, y el partido autonomista A Ti'a Porinetia, con 8 escaños. Unas horas antes de que la ONU examinara la resolución, durante su primera sesión, la nueva Asamblea Territorial adoptó, por 46 votos a favor y 10 en contra, un "voto" que expresaba el deseo de los polinesios de mantener su autonomía dentro de la República Francesa. 
A pesar de este voto adoptado por partidos que representan el 70 % de los votantes polinesios, la Asamblea General de la ONU incluyó a la Polinesia Francesa en la lista de territorios a descolonizar durante su sesión plenaria del 17 de mayo de 2013. Francia no participó en esta sesión, mientras que Alemania, Estados Unidos, los Países Bajos y el Reino Unido se desvincularon de esta resolución. Sin embargo, el voto de la nueva asamblea elegida democráticamente por el pueblo polinesio indica claramente el deseo del pueblo de mantener su autonomía dentro de Francia y la derrota de la UPLD en las elecciones pareciera indicar que la población no estaba completamente de acuerdo con este movimiento independentista iniciado por Oscar Temaru.

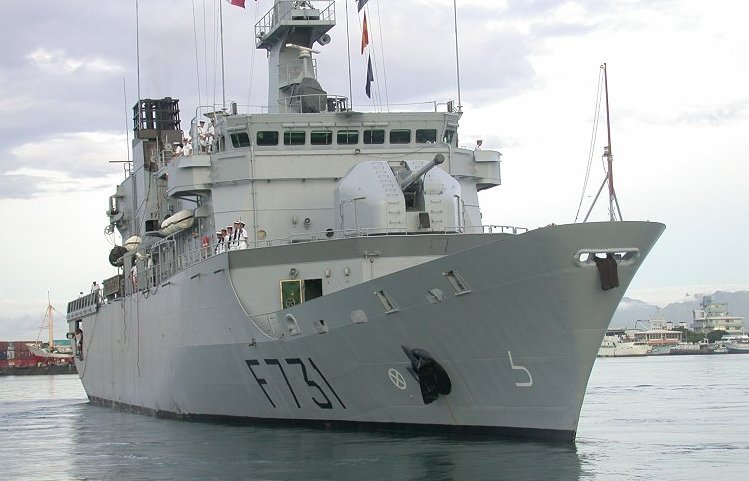
La fragata Prairial (F731) saliendo de Papeete para una larga misión en Sudamérica

### Defensa
Las Fuerzas Armadas en la Polinesia Francesa, abreviadas como FAPF (Forces armées en Polynésie française), se refieren a las unidades del ejército francés estacionadas en la Polinesia Francesa y que constituyen la Zona de Defensa de la Polinesia Francesa.
Las FAPF están al mando del Comandante Superior de las Fuerzas Armadas en la Polinesia Francesa (COMSUP-PF), que generalmente tiene el rango de general de brigada o superior, y de su Estado Mayor Conjunto (EMIA). En la actualidad, el COMSUP-PF es el contralmirante Laurent Lebreton, nombrado en agosto de 2018 para suceder al contralmirante Denis Bertrand, que ocupó el cargo de 2016 a 2018. Está asistido por tres adjuntos, un jefe de la división operativa, un jefe de la división logística y un jefe de la división CEP. El COMSUP es también Comandante de la Zona Marítima del Pacífico (ALPACI) y Comandante del Centro Experimental del Pacífico (COMCEP).
La Base de Defensa de la Polinesia Francesa (Base de défense de Polynésie française o BdD) y el Grupo de Apoyo a la Base de Defensa de la Polinesia Francesa (Groupement de soutien de base de défense de Polynésie française o GSBdD), creados el 1 de enero de 2011, realizan misiones de apoyo a los organismos, direcciones y unidades operativas del Ministerio de Defensa destacados en la Polinesia Francesa. El apoyo común y la administración general están a cargo del Grupo de Apoyo a la Base de Defensa de la Polinesia Francesa (GSBdD).

### Organización territorial
La Polinesia francesa se compone de cinco divisiones administrativas que se enumeran aquí:

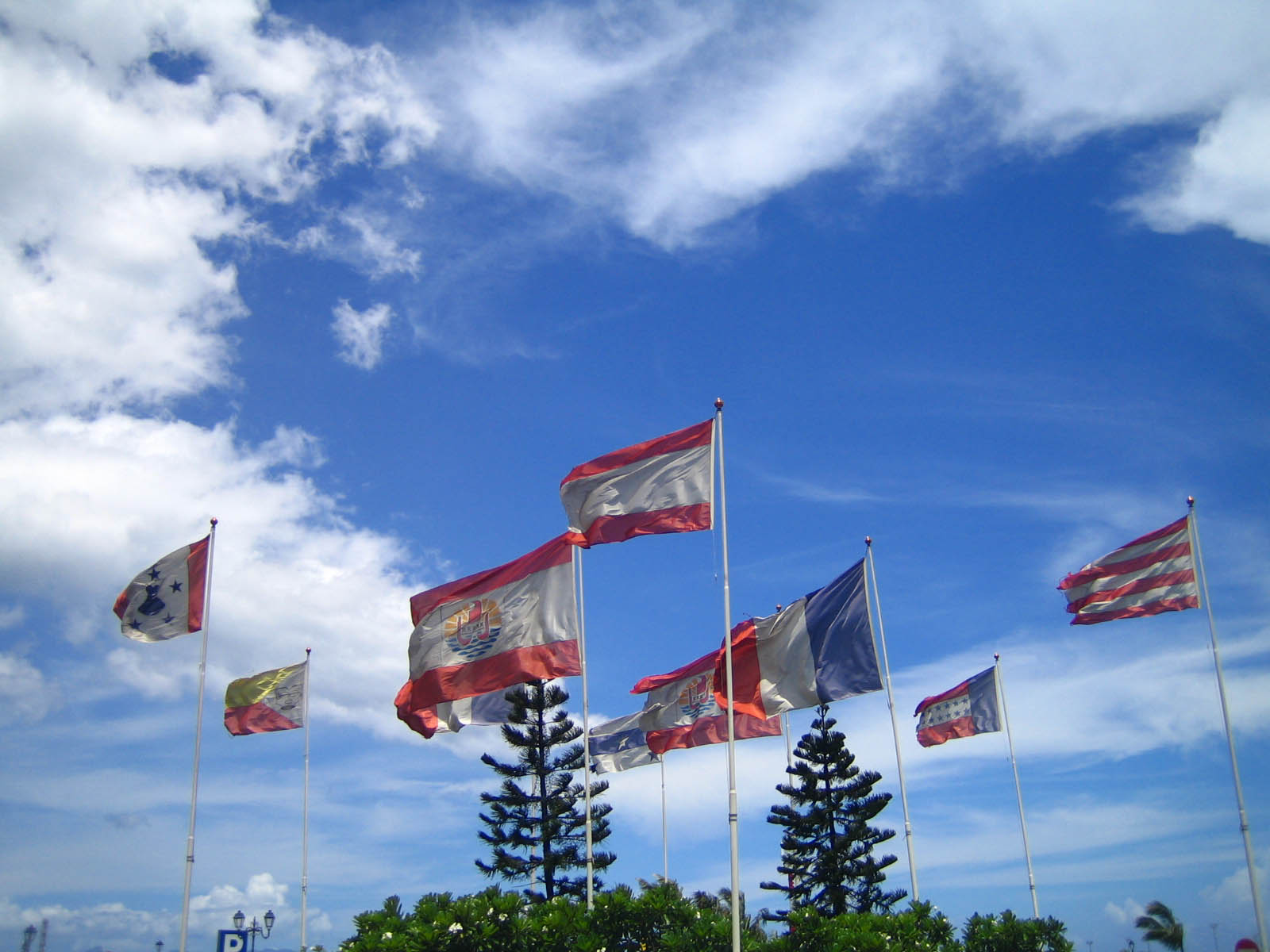
Banderas de los cinco archipiélagos principales que integran actualmente la Polinesia Francesa, además de las banderas de la Polinesia Francesa y de Francia.

#### Subdivisión de las islas Marquesas
La subdivisión de las Islas Marquesas, posee 1049 km² y está situada en el noreste de la Polinesia Francesa (más cerca del sur de Hawái y del este de Kiribati), comprende dos grupos de islas distintos:
- el grupo del Norte, que incluye 3 islas habitadas: la isla de Nuku Hiva (la mayor y más poblada de las Marquesas, y la tercera de la Polinesia Francesa, cuyo pueblo principal es Taiohae), y las islas de Ua Pou y Ua Huka;

- el grupo sur, que también incluye 3 islas habitadas: Hiva Oa, Tahuata y Fatu Hiva.

#### Subdivisión del Tuamotu-Gambier
La subdivisión Tuamotu-Gambier, la mayor de las cinco, está compuesta en realidad por dos archipiélagos con varias islas más pequeñas:
- El archipiélago de Tuamotu, también llamado Paumotu o Islas Peligrosas, con 84 islas, arrecifes y atolones poco profundos que se extienden desde el noroeste (cerca de Kiribati) hasta el centro y el este de la Polinesia Francesa. El inmenso y poco poblado archipiélago está formado por varios grupos de atolones (algunos casi totalmente sumergidos en las aguas poco profundas) e islotes:
- las islas Rey Jorge, en el noroeste de las Tuamotu (incluyendo los atolones de Ahe, Manihi, Takaroa, Takapoto y Tikei),
- las islas Palliser, al sur de las anteriores, formadas por grandes atolones (entre ellos Rangiroa, la isla principal de las Tuamotus, el segundo atolón más grande del mundo y el mayor de la Polinesia, donde también se produce vino tahitiano, y los atolones de Fakarava, Makatea, Mataiva, Tikehau, Arutua, Apataki, Kaukura, Toau, Aratika, Kauehi), en las Tuamotu centrales los atolones de Raraka, Faaite, Tahanea, Motutunga, Katiu, Makemo, Marutea Nord, Raroia, Takume, y la isla de Anaa más al sur
- las Islas Raevski, que comprenden sólo tres islas deshabitadas: Hiti, Tepoto del Sur y Tuanake),
- las Islas Decepción, al noreste de las Tuamotus (pequeños atolones de Tepoto Norte, Napuka y Puka-Puka),
- un grupo de atolones e islotes dispersos en el centro de las Tuamotus (incluyendo los atolones de Marokau-Ravahere, Hao, Amanu, y la isla de Vahitahi y sus vecinos), y más al noreste una cadena de islas (Fangatau, Fakahina, Tatakoto, Pukarua, Reao),
- las islas Duque de Gloucester, pequeñas y casi deshabitadas, en el sursudoeste de las Tuamotus (incluida la isla Hereheretue), administradas desde Hao.

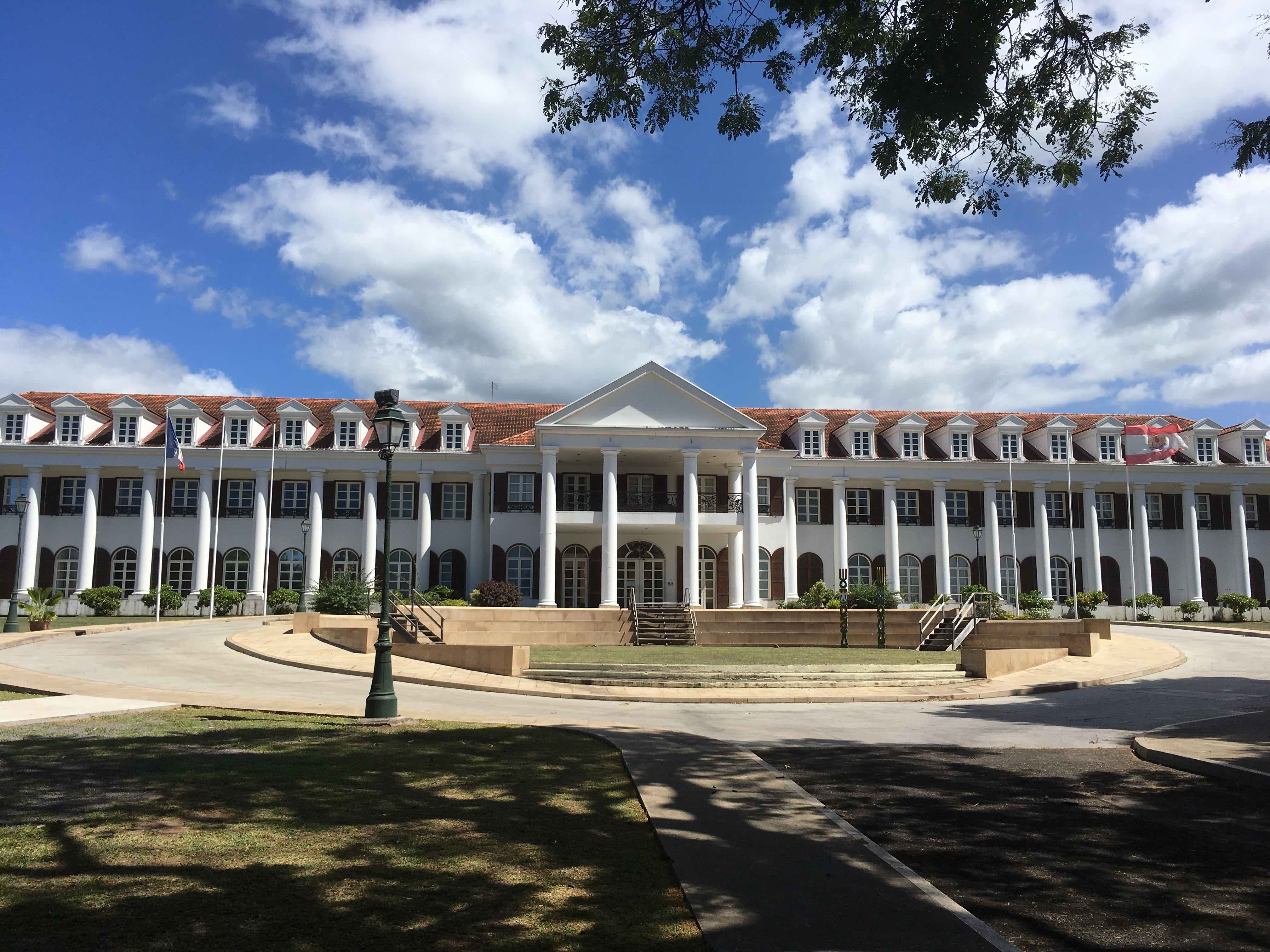
Ayuntamiento o Alcaldía de Pirae

- un grupo de islotes y atolones en el sureste de las Tuamotus llamado Tureia (que incluye los atolones de Moruroa y Fangataufa, donde se realizaron pruebas nucleares y que siguen siendo terrenos militares, así como los atolones de Marutea Sud y las islas del grupo Actéon), administrado desde las islas Gambier;
- las islas Gambier, al sureste (más cercanas a las islas Pitcairn británicas), cuya isla mayor es Mangareva (que es la sede del municipio de Gambier), siendo las otras tres grandes islas Aukena, Akamaru y Taravai, todas ellas rodeadas por el mismo arrecife de coral del que surgen una docena de islotes.

#### Subdivisión de las Islas de Sotavento
La subdivisión de las Islas de Sotavento, posee 395 km² es la parte oesnoroeste del Archipiélago de la Sociedad, cuyas islas más conocidas son:
- Bora-Bora y Maupiti al norte, las más cercanas a las Islas Cook;
- Huahine;
- Raiatea, la mayor de estas islas, en la que se encuentra la ciudad principal (la comuna de Uturoa);
- Taha'a, situada en la misma laguna que Raiatea;
- Los atolones Motu One, Maupihaa, Manuae y Tupai.

#### Subdivisión de las Islas de Barlovento
La subdivisión de las Islas de Barlovento, posee 1195 km² es la parte estesudeste del Archipiélago de la Sociedad, cuyas islas más conocidas son:
- Tahití, la isla más grande y poblada de toda la Polinesia Francesa, formada por dos volcanes conectados por el istmo de Taravao. El monte Orohena culmina en la parte noroeste, Tahití Nui, "Gran Tahití", que es la sede de la comuna de Papeete, capital de las Islas de Barlovento y de la Polinesia Francesa (la parte sureste de la isla es Tahití Iti, "Pequeño Tahití");

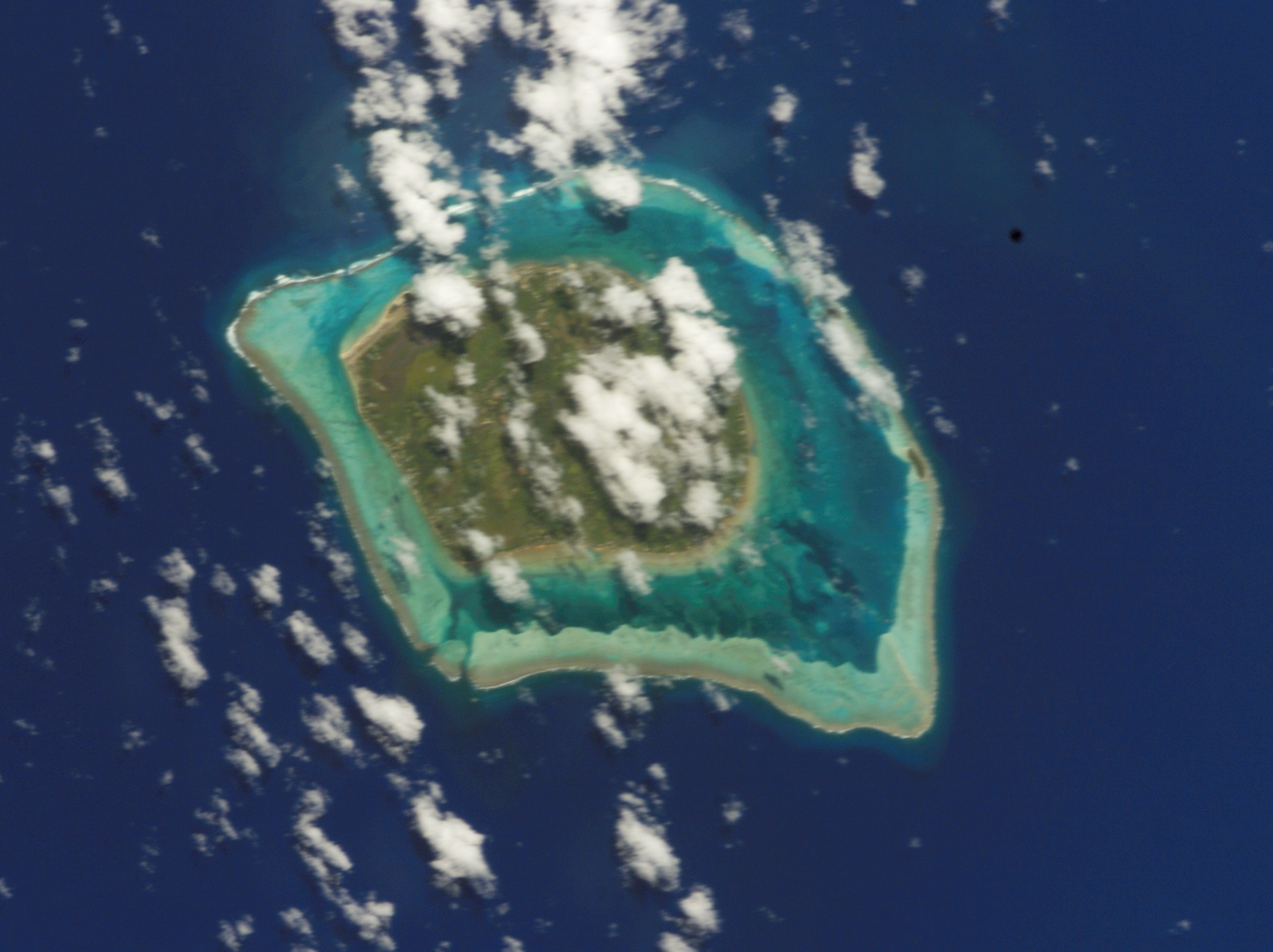
Vista por satélite de Tubuai, la isla más grande de las Islas Australes.

- Vista por satélite de Tubuai, la isla más grande de las Islas Australes.la cercana isla de Moorea, también llamada "la isla hermana", formada por el volcán Tohiea, de 1207 metros de altura, y rodeada por un arrecife de coral;

sino también los islotes de Maiao y Mehetia y el atolón de Tetiaroa.

#### Subdivisión de las Islas Australes
La subdivisión de las Islas Australes, con 152 km² en el tercio sur de la Polinesia Francesa, compuesta de hecho por dos subarchipiélagos:
- las Islas Tubuai que se forman en el suroeste (que llevan el nombre de su isla más grande Tubuai y su comuna principal es Tubuai incluyendo también las comunas Mataura asociadas a las de Taahueia y Mahu, y formando una cadena que se extiende desde las Islas María hasta la Isla Raivavae pasando por las islas de Rimatara y Rurutu), al este de la parte principal (sur) de las Islas Cook;
- los islotes de Bass, de los que forman parte Rapa o Rapa Iti "pequeña Rapa" (no confundir con la Isla de Pascua, también llamada Rapa Nui "gran Rapa", que está muy aislada y situada mucho más al este, hacia Chile) y Marotiri (que son las más meridionales de todas las islas de la Polinesia Francesa, y las más aisladas)

## Geografía

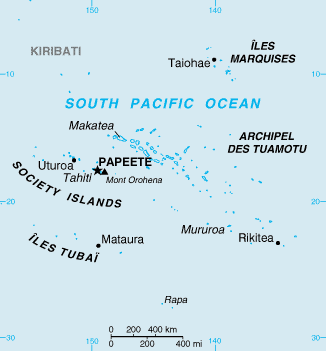
Mapa de la Polinesia Francesa.

Este territorio comprende aproximadamente la mitad de las aguas marinas francesas (5 millones de kilómetros cuadrados) y varios grupos de islas y atolones, el mayor y más poblado de los cuales es Tahití.
Comparada con Europa, la Polinesia Francesa revela su inmensidad. Si se pone la isla de Tahití a la altura de París, Hatutu (la isla "más septentrional" de la Polinesia Francesa, en el archipiélago de las Marquesas) se situaría en Ålberga, en Suecia. Mangareva (la isla "más oriental" de la Polinesia Francesa, en el archipiélago de las Islas Gambier) estaría situada en Prekopčelica, Serbia. Rapa (la isla "más meridional" de la Polinesia Francesa en el archipiélago de las Islas Australes) estaría situada en el mar Tirreno, al sureste de Cerdeña, frente al faro de Capo Ferrato. Y Manuae (la isla más "occidental" de la Polinesia Francesa y las Islas de Sotavento del archipiélago de las Islas de la Sociedad) estaría en el Canal de la Mancha, al suroeste de la Cornualles del Reino Unido, frente al Cabo Lizard.
El mar territorial y la zona económica exclusiva (ZEE) se extienden mucho más allá de estas islas y abarcan unos 5 500 000 kilómetros cuadrados, es decir, cerca del 40 % de la ZEE francesa.

### Islas y atolones
Las islas de la Polinesia Francesa son el resultado de la actividad volcánica, ya sea de una edad cercana a la de la placa sobre la que se asientan (de 50 a 60 millones de años, como en el caso del lecho rocoso del archipiélago de Tuamotu), o de puntos calientes. Debido al movimiento de la placa oceánica (que se desplaza hacia el noroeste), el punto caliente permanece fijo, por lo que pueden formarse cordones de islas. Por ejemplo, el punto caliente de la Sociedad, que dio origen a los dos volcanes de Tahití, está a sólo 85 kilómetros al sureste de Tahití. Estos macizos volcánicos se erosionan y se hunden progresivamente (debido a su peso y al fenómeno de la subsidencia), hasta desaparecer de la superficie.

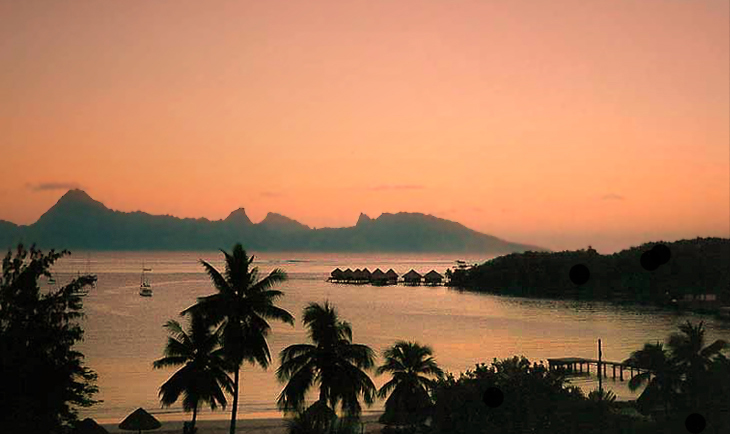
Atardecer en Moorea

La única huella visible es el arrecife de coral, si ha podido desarrollarse, cuyo crecimiento continuo compensa el hundimiento del soporte: las islas se llaman entonces atolones, en contraposición a las islas altas, que son montañosas. La transición de un volcán insular alto a un atolón sólo llevaría unos pocos millones de años.
Un gran número de atolones, con una superficie muy reducida, están deshabitados o sólo se utilizan para la pesca y el cultivo de perlas.
Los numerosos atolones de las Tuamotus hacen peligrosa la navegación en la región y son famosos por los encallamientos que provocan. Su laguna se alimenta de agua oceánica a través de algunos pasos (las roturas en el arrecife de coral pueden ser las huellas de antiguos ríos), y los cráteres profundos ofrecen aguas muy frías y claras que contrastan con las aguas cálidas de las plataformas de la laguna poco profundas, que albergan una rica fauna y flora marina. Por otra parte, la falta o a veces la ausencia total de agua dulce sólo permite una flora terrestre muy pobre, y estos atolones, a menudo muy desolados, están poblados únicamente por crustáceos y sirven de refugio a las aves.
En Tahití, la isla más grande, los restos de los dos volcanes siguen elevándose a grandes alturas (2241 m en el caso de Orohena, el pico más alto de la Polinesia Francesa) rodeados de amplios valles y fértiles llanuras aluviales, en cuyos flancos se han formado en algunos lugares arrecifes de coral. Las costas, protegidas por los arrecifes de coral, sólo están ligeramente erosionadas por el mar, debido a un rango de mareas muy bajo, y ofrecen largas playas basálticas.

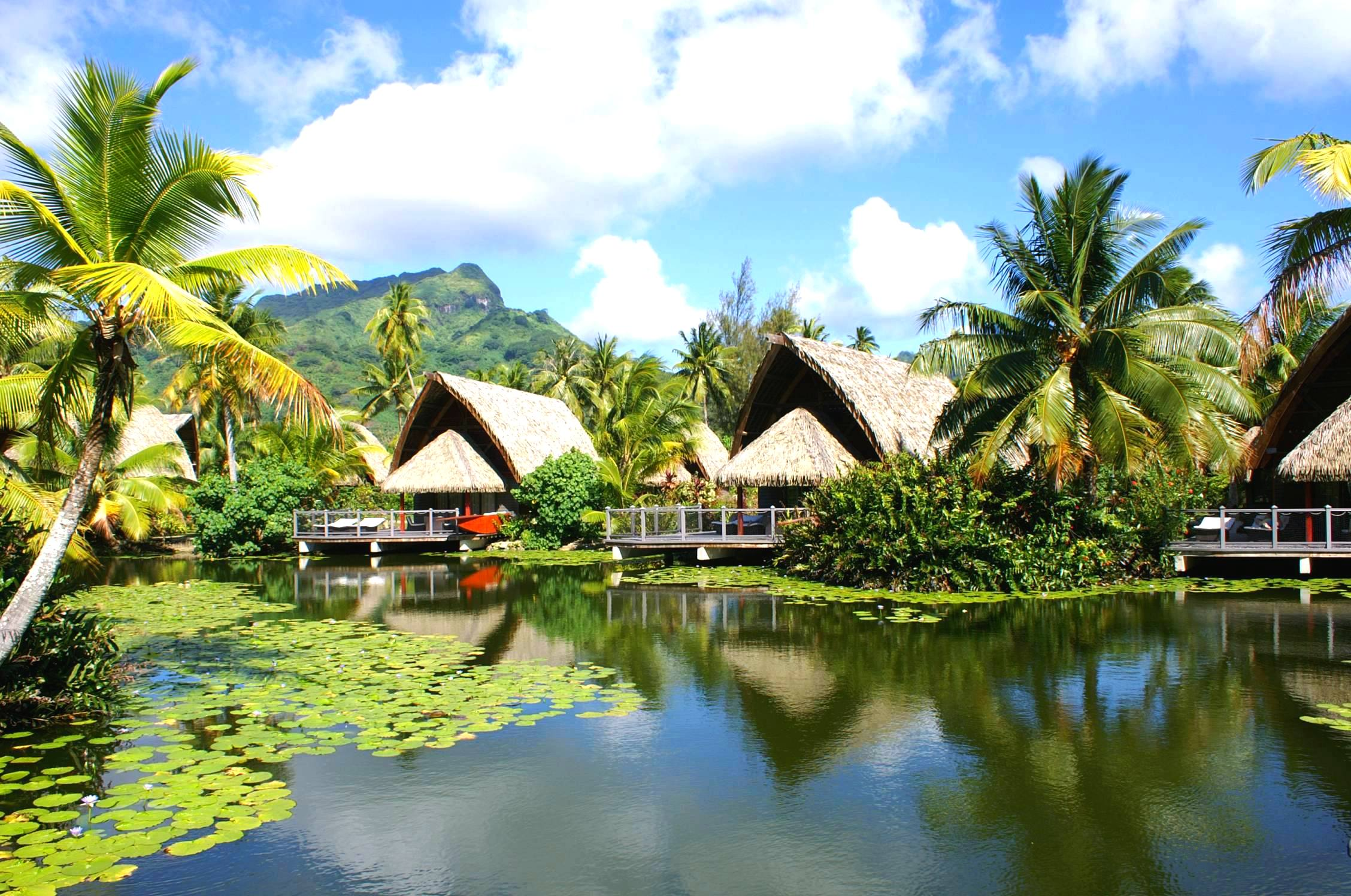
Huahine, Islas de la Sociedad

Tahití y las demás islas vecinas de Barlovento están situadas en un punto en el que la amplitud de la marea es nula, excepto al comienzo del verano austral (luna llena del día de Todos los Santos).
Permite el cultivo de perlas en aguas poco profundas en los atolones de la Polinesia. También permite la instalación de bungalows hoteleros en las lagunas de aguas transparentes. La meseta, muy corta, confiere al oleaje marino una potencia que genera notables rodillos cerca de las playas, lo que la convierte en un paraíso para los surfistas.
En cambio, en las Islas Marquesas, cuya formación geológica es antigua (50 millones de años), las estructuras volcánicas están muy erosionadas y ofrecen un paisaje montañoso y escarpado, salpicado de valles estrechos que conducen a playas cortas con aguas profundas.

### Clima

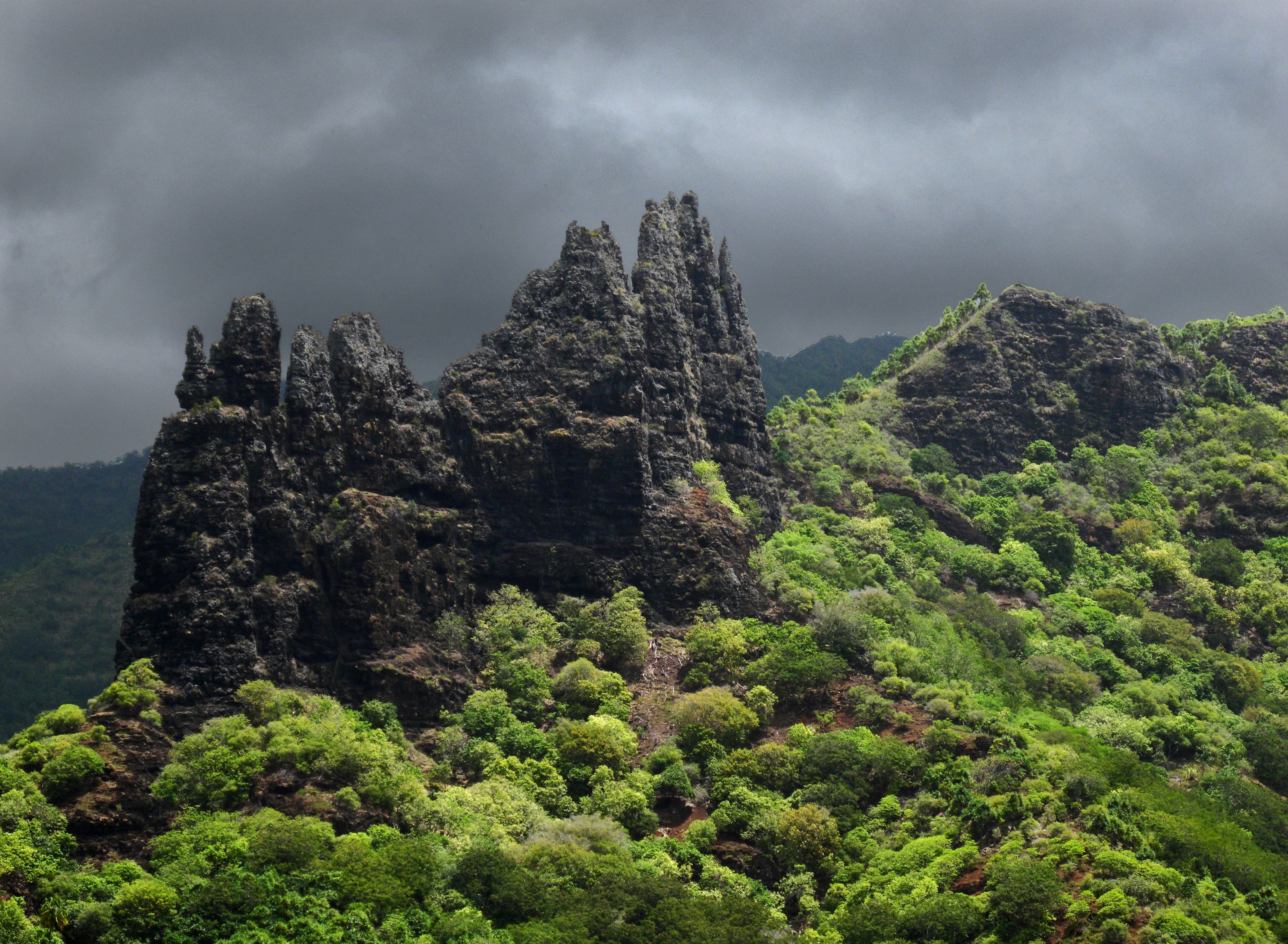
Formación de roca basáltica en Hatiheu, Nuku Hiva, Islas Marquesas.

Debido a la dispersión de los diferentes archipiélagos a lo largo de varios cientos de kilómetros, entre los 8 y los 27 grados de latitud sur, la Polinesia Francesa no puede resumirse en una sola zona climática.
Por ejemplo, la parte septentrional del archipiélago de las Marquesas experimenta un clima tropical árido, mientras que la parte meridional del archipiélago austral está sometida a un clima de latitudes medias. Hay dos estaciones principales:
- de noviembre a abril, la llamada estación "caliente" o verano austral (alta humedad).
- de mayo a octubre, la llamada estación "fría" o invierno austral (menor humedad).

De forma muy esquemática, es posible distinguir tres tipos de clima:
- los alisios, los vientos del este, tanto en las estaciones cálidas como en las frías;
- episodios de perturbaciones que pueden convertirse en depresiones tropicales, a veces muy fuertes, llegando al extremo de la categoría de ciclón. Este tipo de clima es característico de la estación cálida (de diciembre a marzo). Estas bajas aparecen sobre las aguas cálidas del océano;
- Perturbaciones del oeste sobre las Islas Australes, el sur de Tuamotu y Gambier. Estos archipiélagos se ven afectados regularmente por fuertes vientos, ligados a las bajas subtropicales asociadas a estos frentes fríos. Por último, hay que señalar que detrás de estas perturbaciones del oeste, bajo la presión de un sistema de altas presiones (generalmente la alta de Kermadec), puede desarrollarse un tipo de tiempo particular, el "mara'amu".

### Archipiélagos

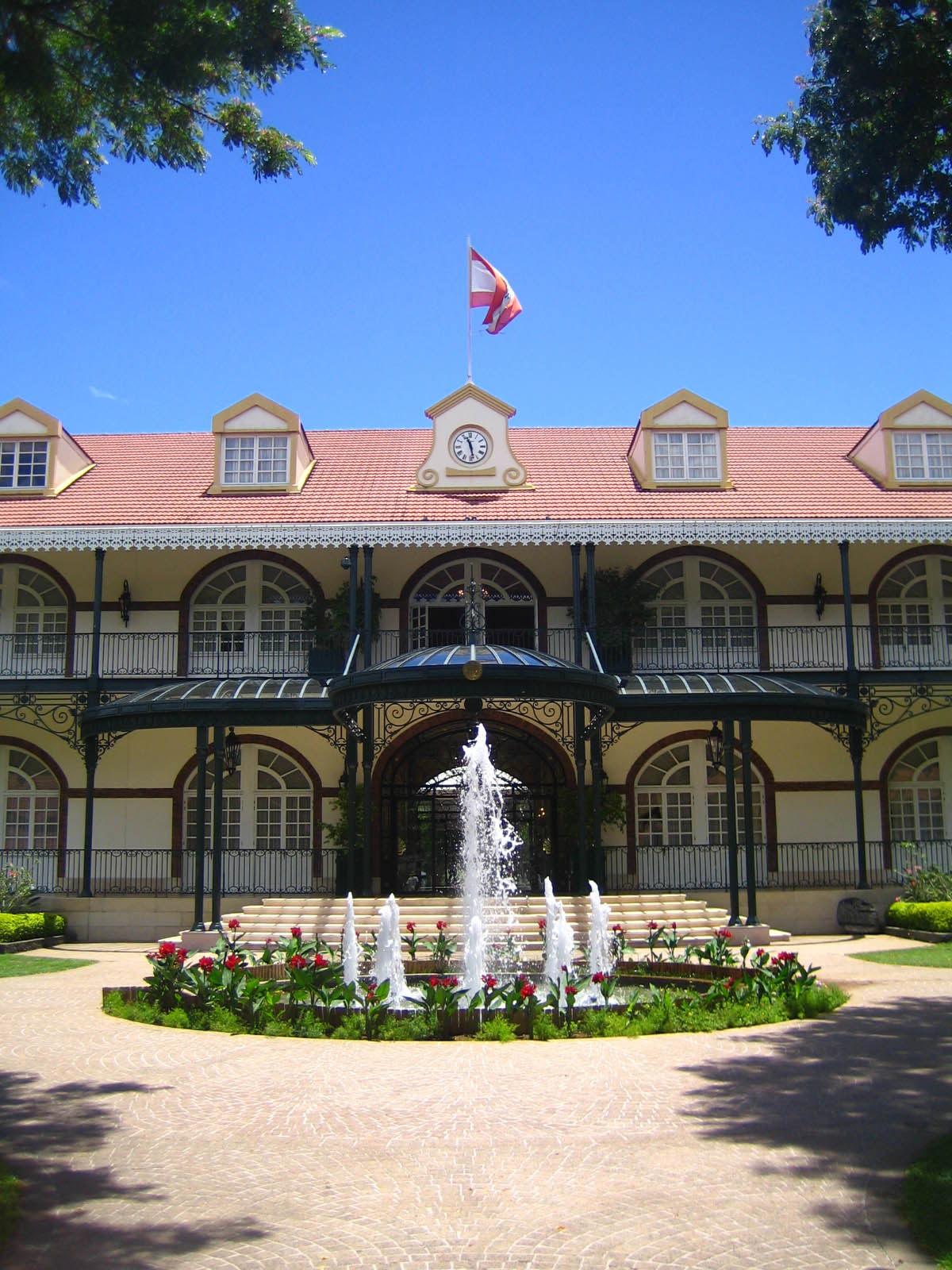
Ayuntamiento o Alcaldía de Papeete.

La Polinesia Francesa es una agrupación de 5 archipiélagos:
| Tahití    | 1045 km² |
| Raiatea   | 194 km²  |
| Moorea    | 134 km²  |
| Tahaa     | 90,2 km² |
| Huahine   | 74,8 km² |
| Bora Bora | 29,3 km² |

| Nuku Hiva | 339 km² |
| Hiva’Oa   | 316 km² |
| Ua Pou    | 106 km² |
| Fatu Hiva | 85 km²  |
| Ua Huka   | 83 km²  |
| Tahuata   | 69 km²  |
| Moho Tani | 15 km²  |

| Rangiroa | 79 km²   |
| Makemo   | 72 km²   |
| Hao      | 50 km²   |
| Anaa     | 38 km²   |
| Fakarava | 24,1 km² |
| Tikehau  | 20 km²   |
| Manihi   | 13 km²   |

| Tubuai    | 45 km²  |
| Rapa      | 40 km²  |
| Rurutu    | 36 km²  |
| Raivavae  | 16 km²  |
| Rimatara  | 8 km²   |
| Is. María | 1,3 km² |

| Mangareva | 15,4 km² |
| Taravai   | 5,3 km²  |
| Akamaru   | 2,1 km²  |
| Aukena    | 1,5 km²  |

### Patrimonio natural

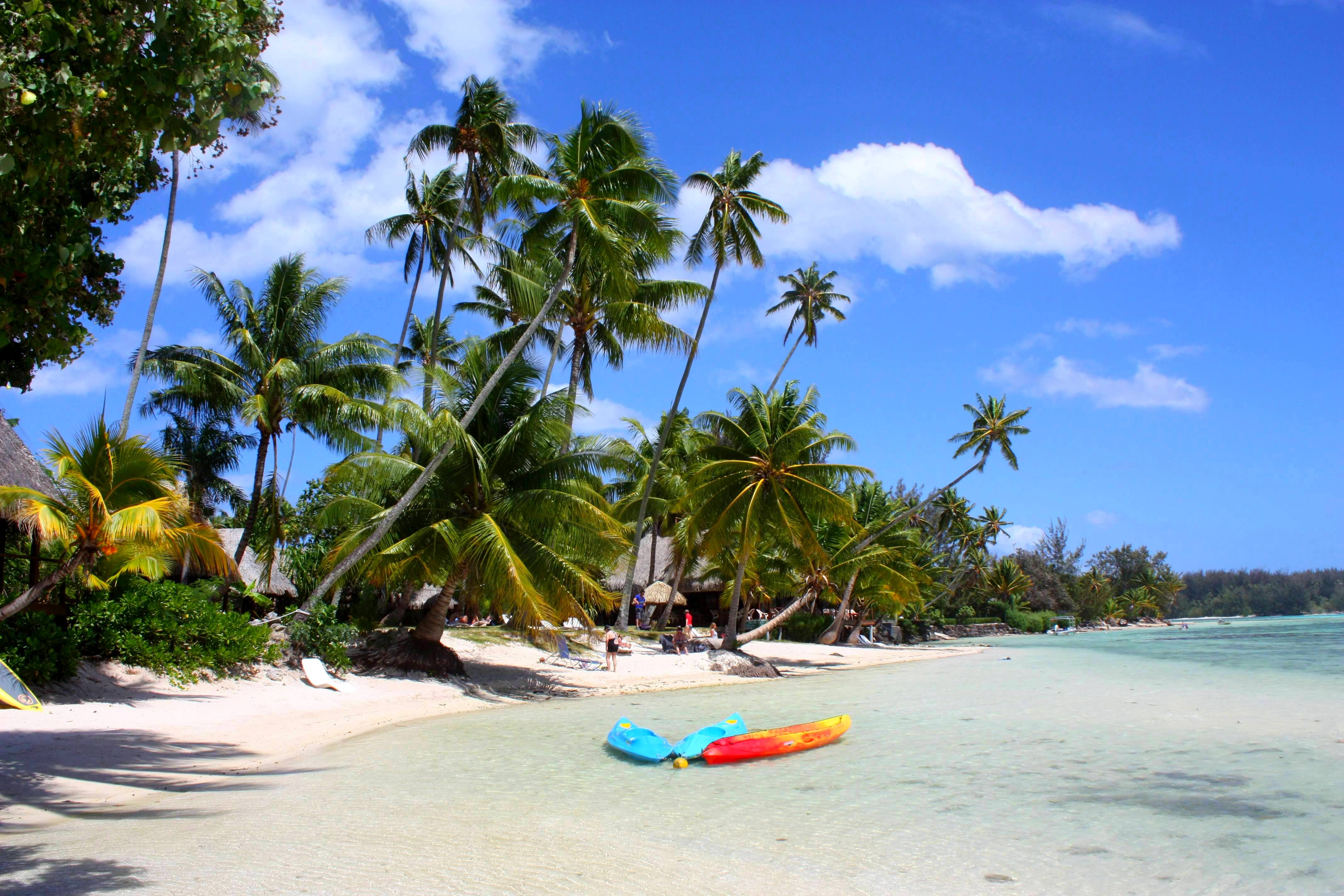
Playa de Moorea

Debido a su aislamiento biogeográfico y a su tamaño, la flora y la fauna de la Polinesia son relativamente limitadas, pero a menudo endémicas. Las Islas de la Alta Sociedad albergan la mayor biodiversidad marina debido a la combinación de ambientes lagunares, arrecifales y salobres.
La Polinesia Francesa es la colectividad de ultramar con el mayor número de especies animales y vegetales extinguidas o amenazadas. Ante esta situación, el derecho polinesio se ha enriquecido, desde la deliberación de 1995 sobre la protección de la naturaleza, con un verdadero estatuto para las especies protegidas. 
En la actualidad, está incluida en los artículos L.P. 100-1 y siguientes del Código de Medio Ambiente de la Polinesia Francesa y establece listas de especies animales o vegetales protegidas en función de diversos intereses. Para beneficiarse de la protección, una especie debe estar en peligro, ser vulnerable, ser rara o tener un interés especial.
La Polinesia Francesa se ha comprometido, a través de un "plan de acción relativo a la estrategia nacional de biodiversidad", a "crear una brigada verde", a "juramentar a los agentes para reprimir las infracciones" y a "responsabilizar a la esfera pública". Por lo que respecta más concretamente a las especies protegidas, el plan prevé "garantizar la financiación de la protección", "la protección de las especies más amenazadas (elaboración de una lista de las especies más amenazadas y su cartografía)" y el establecimiento de planes de conservación.
Además, los infractores que antes se enfrentaban a simples multas (de hasta 1500 euros) por la destrucción de especies protegidas, ahora se arriesgan a una pena de tres meses de prisión o a una multa de más de 8000 euros desde la "loi du pays" de 6 de febrero de 2008.

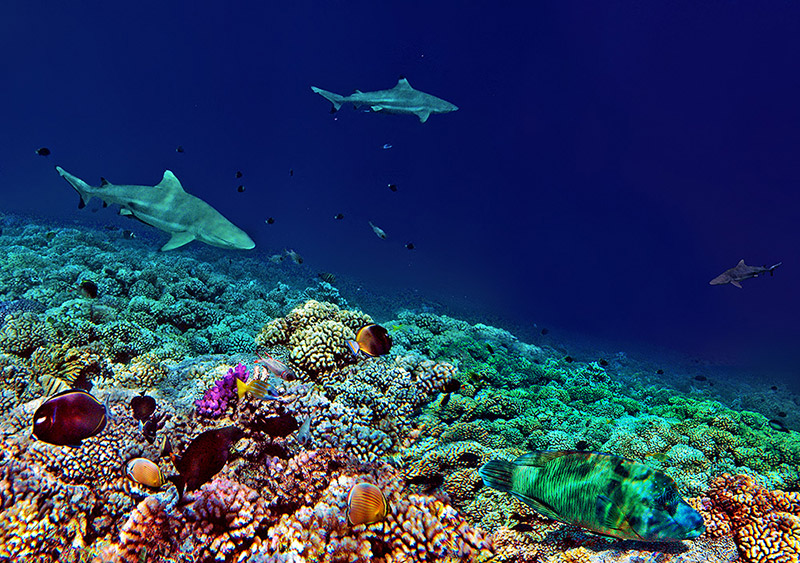
Atolón de Fakarava

En 2016, la Polinesia Francesa anunció la creación de Taini Atea: un área de gestión sobre toda su zona económica exclusiva, es decir, 5 000 000 km² (casi la mitad de Europa), que se gestionará según el sistema jurídico tradicional Rāhui

### Flora
Antes de la llegada de los europeos, la Polinesia era pobre en flores, así como en otras especies vegetales (pero con una diversidad genética probablemente elevada debido a los efectos de la insularización biogeográfica; la pua (Fragrea berteriana) o tiare, que se ha convertido en el emblema nacional de la Polinesia Francesa, junto con una variedad de hibisco ('aute) son las plantas de flor dominantes. 
La "flor de Tiare" fue descrita por Georg Forster, el naturalista de la segunda circunnavegación de James Cook, que la confundió con la Gardenia florida. Una primera muestra fue recogida y llevada a Europa por Dumont d'Urville en 1824. La maceración de flores frescas de Tiare de Tahití en aceite de copra refinado da lugar al monoi, muy utilizado por los polinesios para el cuidado del cabello y la piel.
La mayoría de las demás flores fueron aclimatadas por numerosos viajeros y aficionados a la botánica, como Johnstone, Abadie, Harrison Smith, Félix Robin y el almirante Louis Adolphe Bonard.
Existen Flores de América tropical: La Lantana camara fue introducida en Tahití por el capitán Chappe en 1853. Originalmente, la lantana se utilizaba para hacer setos resistentes al ganado. Se extendió muy rápidamente y conquistó las zonas secas de baja y media altitud.

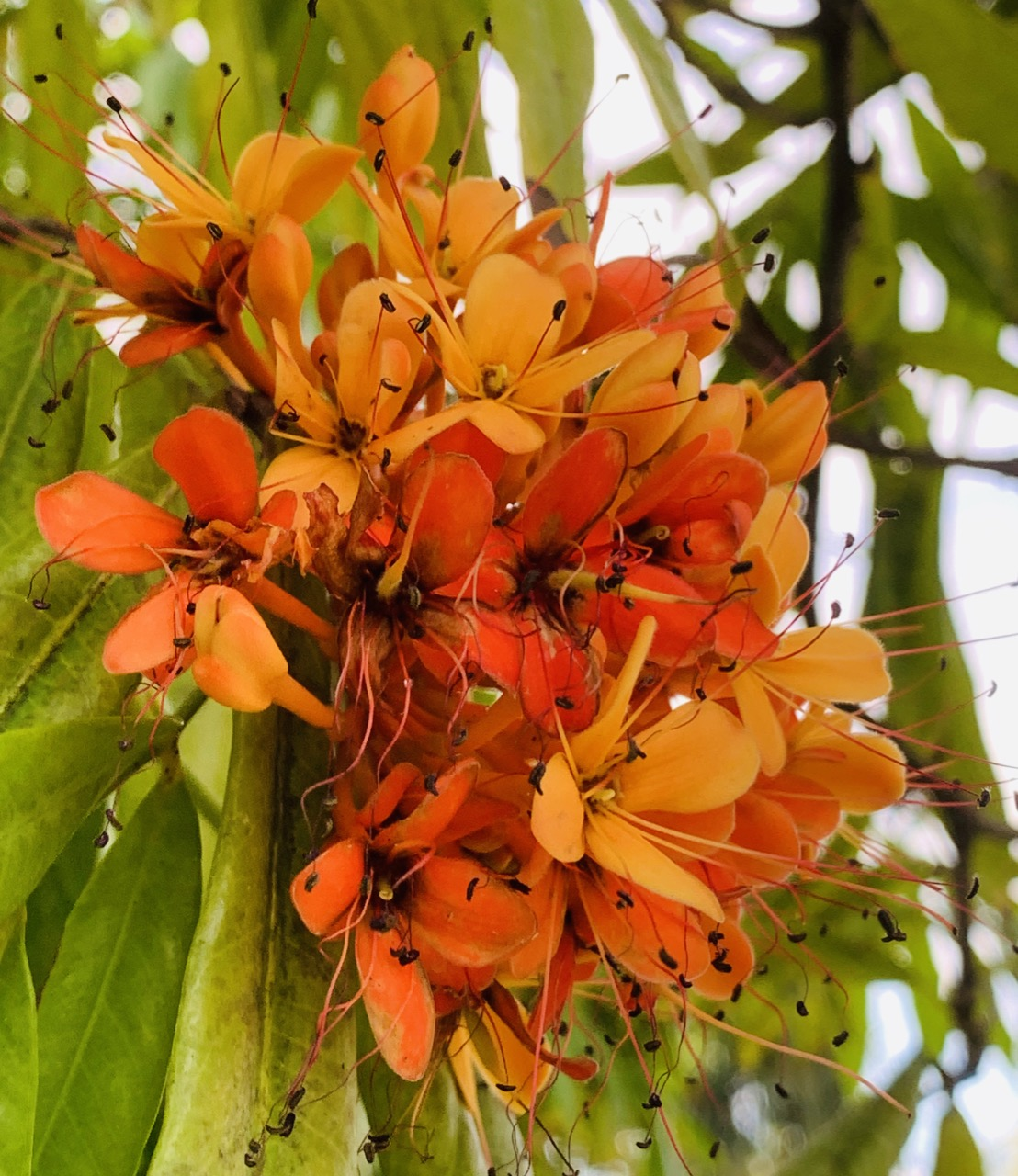
Saraca indica en Papeete

La heliconia se llama opuhi i'ihi u opuhi tarere en tahitiano. Hay unas treinta especies introducidas en la Polinesia. La Russelia (Russelia equisetiformis) es un arbusto llorón originario de México y Guatemala que fue introducido en Tahití en 1855 por Etienne Jaussen.
La canna (Canna indica), la poinsettia (Euphorbia pulcherrima), el Anthurium andraeanum, la buganvilla, el frangipani también se encuentran aquí. El primer roucou fue introducido en Tahití por el médico inglés Johnstone en 1845.
Algunas flores de Asia tropicales incluyen las orquídeas, taina (Gardenia jasminoides), opuhi (Alpinia purpurata), cola de gato, lluvia dorada (Cassia fistula). La cola de gato (Acalypha hispida) en el aero mimi de Tahití, introducida antes de 1926 en la Polinesia. Está presente en los 5 archipiélagos. Se cultiva por sus cualidades ornamentales. Es muy conocida por los niños, que se divierten con sus coloridos tallos.
Algunas flores de África tropical o de la cuenca mediterránea incluyen:
Hibiscus schizopetalus o Hibiscus coralino, Sansevieria, Mussaenda o Flor de papel, Crisantemo del Cabo, Ochna thomasiana, Adelfa, Euphorbia milii o Espinas de Cristo, Thunbergia erecta o Boca de lobo, Dombeya o Bola de nieve rosa, Impatiens walleriana o Bebedor de agua.

## Economía
La economía de la Polinesia Francesa está medianamente desarrollada, depende de la importación de recursos productivos, el turismo y las ayudas financieras provenientes de Francia. Existen instalaciones turísticas bien desarrolladas y disponibles en las principales islas. La moneda de curso legal es el Franco CFP (antes lo era el Franco de Polinesia Francesa), y si bien algunos comerciantes aceptan monedas extranjeras, la mayoría de los turistas se ven decepcionados por la negativa de estos para recibir dólares o cualquier otra divisa.

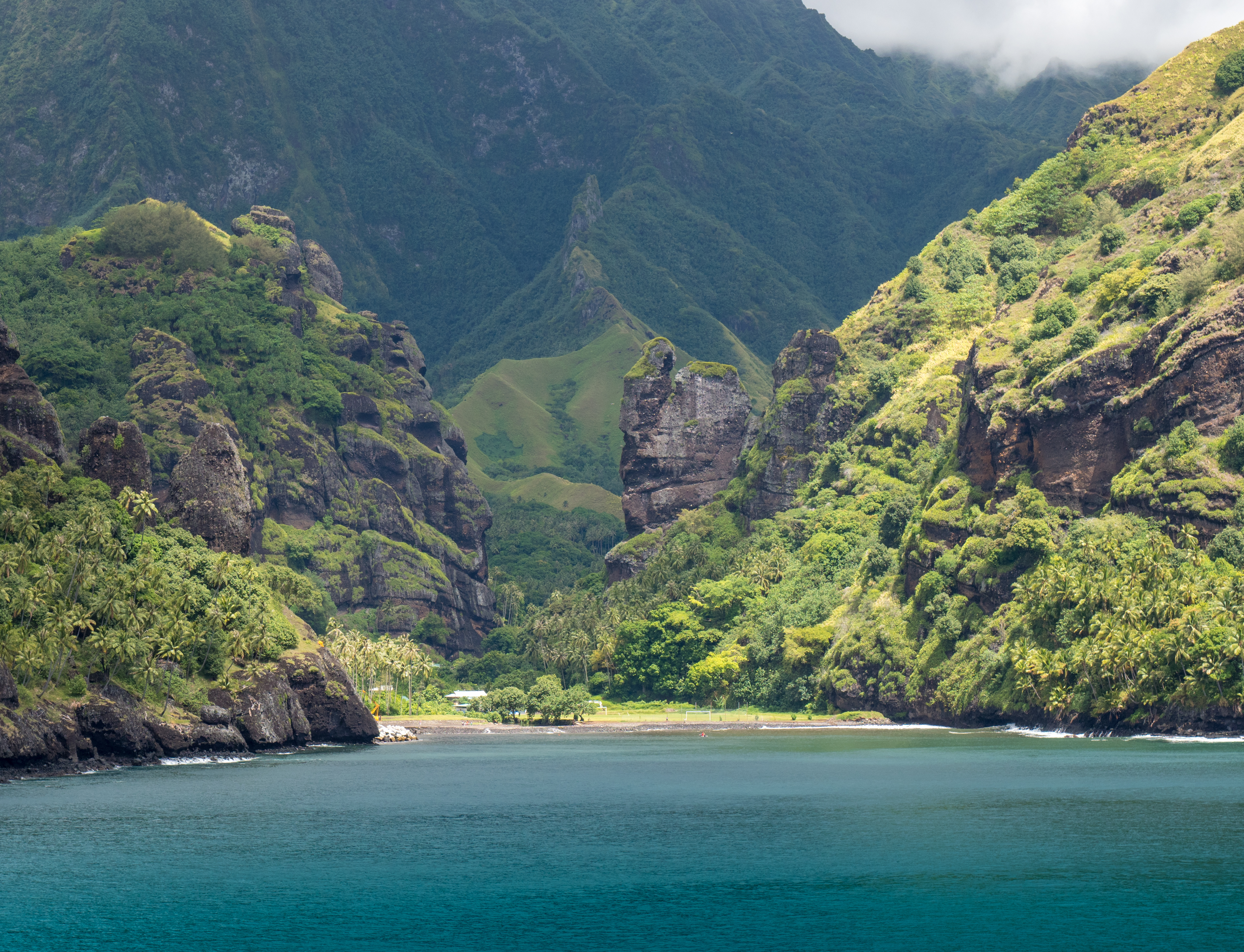
El turismo es una de las principales actividades económicas de la Polinesia Francesa.

El PIB de la Polinesia Francesa en 2006 fue de 5,65 mil millones de dólares de EE. UU.. Al tipo de cambio de mercado, la quinta economía más grande de Oceanía, después de Australia, Nueva Zelanda, Hawái y Nueva Caledonia. El PIB per cápita fue de 21999 dólares de los EE. UU. en 2006 ( a tipo de cambio de mercado, no en PPA), inferior al de Hawái, Australia, Nueva Zelanda y Nueva Caledonia, aunque superior al de todos los Estados independientes insulares de Oceanía.
Los productos agrícolas principales son el coco, la vainilla, verduras y frutas. Sus mayores recursos naturales son la madera, el pescado y el cobalto. En 2008 las importaciones de la Polinesia Francesa ascendieron a 2,2 millones de dólares de EE. UU. y las exportaciones ascendieron a 0,2 millones de dólares estadounidenses. El principal producto de exportación de la Polinesia Francesa es su famosa perla negra Tahitiana que en ese año representaron el 55 % de las exportaciones (en valor) en 2008.

### Sector agrícola y pesquero
La pesca y la producción de copra (aceite de coco) son las dos principales actividades tradicionales. Tahití también exporta vainilla, frutas, ylang-ylang, flores, monoi, peces de acuario, almejas, y noni.

### Cultivo de perlas
Tras el descenso masivo de la producción de ostras nacaradas (para la fabricación de botones de nácar en Europa) y de ostras perleras naturales durante el siglo XX -de unas 1000 toneladas de nácar crudo al año en los años 1920 a 10 toneladas exportadas hacia 1975, debido a la sobreexplotación de las poblaciones naturales en las lagunas-, se experimentó con la cría de perlas en los años 1970, pero no se puso en marcha realmente hasta los 1990. 
Consiste en colocar en el interior de la ostra una cuenta de nácar blanco, generalmente importada de Misisipi. La ostra lo cubrirá con su propio nácar dos años después. La perla de Tahití tiene un brillo verde guisante o malva berenjena, o incluso plateado, dorado o azulado. Algunas son incluso de un gris intenso y brillante.

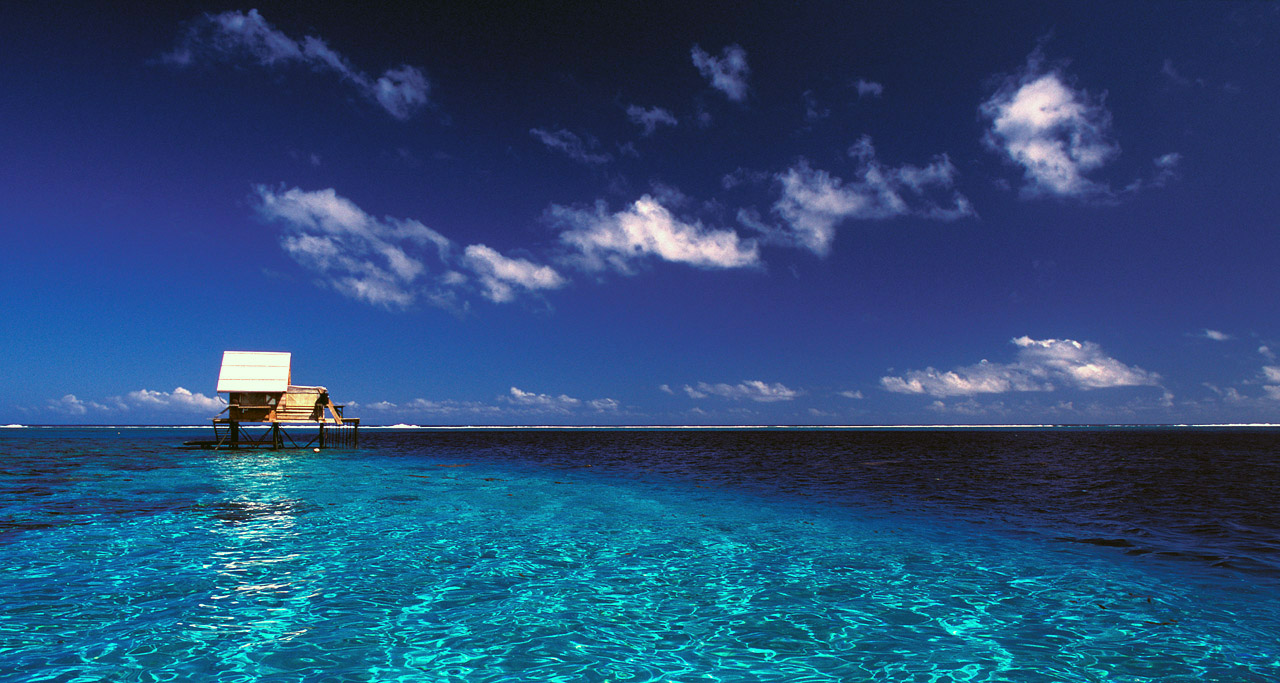
Granja de perlas en el Archipiélago Tuamotu.

La perla de Tahití goza de una excelente reputación de calidad en el mercado internacional y es la referencia con la que se compara toda la producción de perlas del mundo. Esta actividad da trabajo a 7000 personas y generó un volumen de negocio de 18 000 millones de PPC en 2004. Japón y Hong Kong (China) son los principales importadores, seguidos de varios países de Europa y Estados Unidos. 
El precio medio de venta por gramo ha caído en los últimos años, sumiendo al sector en una recesión sin precedentes. En 2013, sin embargo, el sector registró su primer aumento en cinco años (en torno al 10 %). El precio de las perlas ha alcanzado así su nivel más alto desde 2008.

### Industria
Se basa esencialmente en cuatro polos: agroalimentación, construcción naval y bienes intermedios para la industria de la construcción y las actividades de transformación (muebles, textiles, imprenta, etc.). El sector industrial representa el 9 % del PIB del mercado en 2006 Varios sectores están protegidos por un impuesto de desarrollo local sobre las importaciones (TDIL) que afecta a los productos importados competidores (entre el 2 % y el 82 % de impuesto). Están presentes unas 3000 empresas (entre ellas 1000 del sector agroalimentario) que generan un volumen de negocio de unos 100 000 millones de francos del Pacífico. La industria artesanal representa a unas 13 000 personas, con unos 8000 artesanos censados por la Cámara de Comercio, Industria, Servicios y Oficios (CCISM).

### Turismo

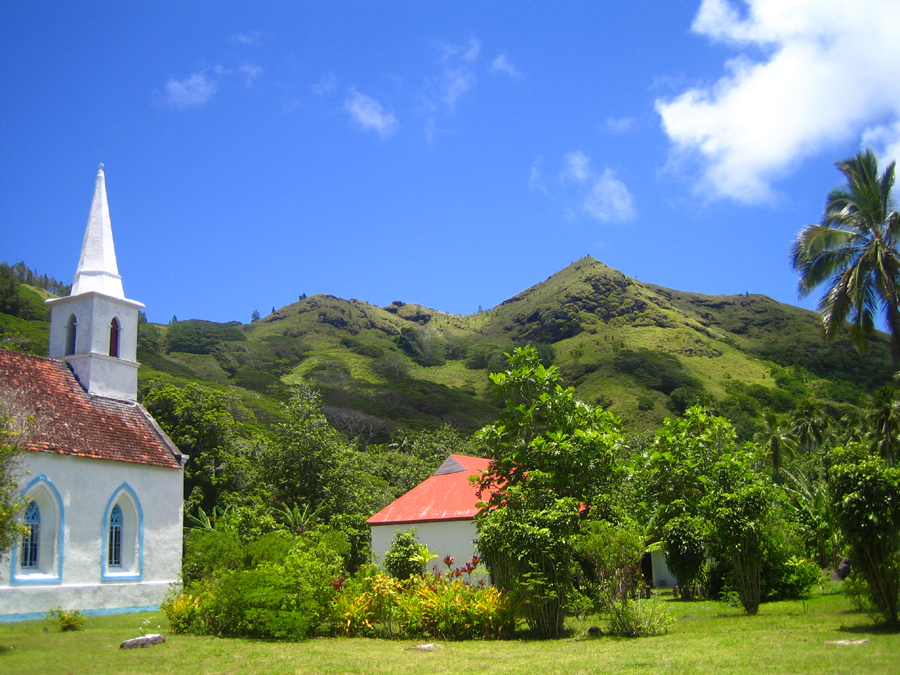
Iglesia en Taravai, en las Islas Gambier.

El turismo es un sector económico importante en la Polinesia Francesa. El destino es especialmente popular para las actividades en lagunas, como el submarinismo y el Snorkeling. También es un destino popular para las lunas de miel, que representan el 25 % de las estancias en la Polinesia
El turismo en la Polinesia Francesa representa el 13 % del PIB de mercado de las islas. Entre 2000 y 2007, el archipiélago recibió una media de entre 215 000 y 220 000 turistas al año. En 2008, el turismo generó un volumen de negocio de 42 500 millones de francos CFP en el territorio.
Las islas más populares son Tahití, Bora Bora y Moorea. Sólo en estas tres islas se concentra casi el 90 % de la oferta hotelera clasificada.
El turismo de la Polinesia atraviesa una profunda y duradera crisis, ya que el archipiélago ha experimentado un notable descenso de visitantes desde 2006. La caída del número de visitantes se ha acelerado desde 2008, alcanzando en 2009 cifras inferiores a las de 1996, que hasta entonces ostentaba el récord de menor número de turistas de los últimos 15 años (163 774 turistas en 1996).
Gracias a French Bee, una compañía aérea de cruceros de bajo coste, el turismo en la Polinesia Francesa ha aumentado considerablemente y los polinesios son más optimistas sobre el futuro del turismo. El perfil de los turistas ha cambiado, como demuestra el aumento del alojamiento en casas de huéspedes, en lugar de hoteles de lujo.

## Infraestructura

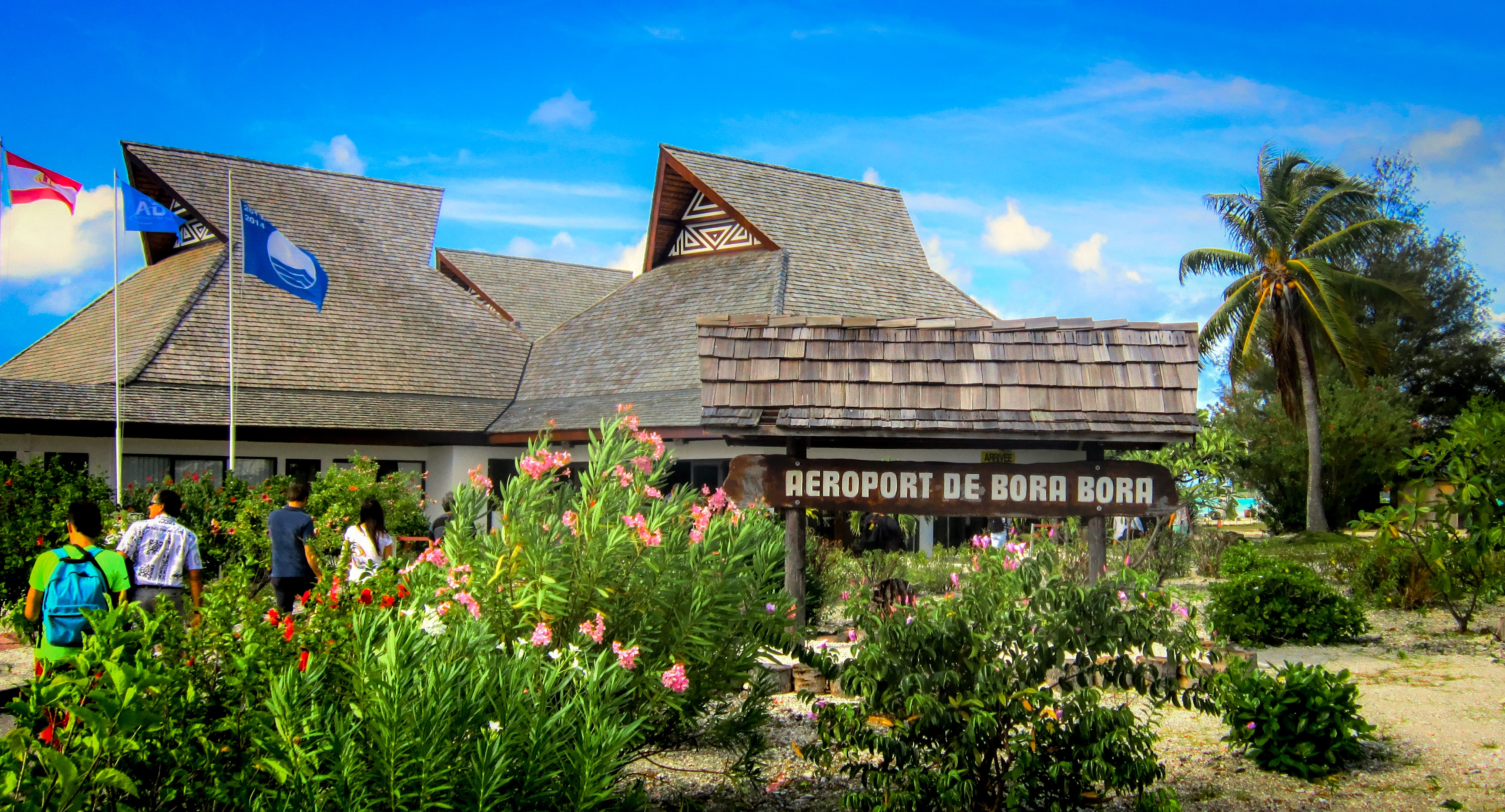
Aeropuerto de Bora Bora

### Transporte
Si bien la mayoría de las principales carreteras están pavimentadas y bien conservadas, muchas de las vías secundarias no lo están. Para viajar entre islas también es posible hacerlo mediante barco o ferry. Tradicionalmente los viajeros de los Mares del Sur se movían de una isla a otra mediante tradicionales canoas. Hay 51 aeropuertos en la Polinesia Francesa, 39 cuentan con una pista pavimentada.
Las infraestructuras viarias se limitan generalmente a una carretera costera debido a la morfología de las islas. El tráfico por carretera es especialmente denso en Tahití, debido al carácter lineal de la aglomeración y a la ausencia de una red organizada de transporte público.
La compañía aérea de la Polinesia Francesa, Air Tahiti, se encarga del transporte aéreo nacional. La compañía sirve unos 60 destinos y transporta unos 700 000 pasajeros al año. El transporte internacional se realiza principalmente a través de : Air Tahiti Nui, Air France, Air New Zealand, Lan Airlines, Hawaiian Airlines, Aircalin y French Bee. El principal aeropuerto de la Polinesia Francesa es el Aeropuerto Internacional Faa'a.
El puerto de Papeete es el más importante de la Polinesia Francesa. Sería el primer puerto por número de viajeros en Francia, debido a los intercambios con Moorea (1,7 millones de pasajeros al año). Recibe alrededor de un millón de toneladas de carga cada año. A cambio, sólo se envían unas 30 000 toneladas. El servicio marítimo interinsular desempeña un papel esencial para muchas islas. La mayoría de las veces la proporcionan empresas privadas. Así, cada año se transportan unas 400 000 toneladas de mercancías desde Papeete a alguna de las otras islas de la Polinesia Francesa.

### Telecomunicaciones

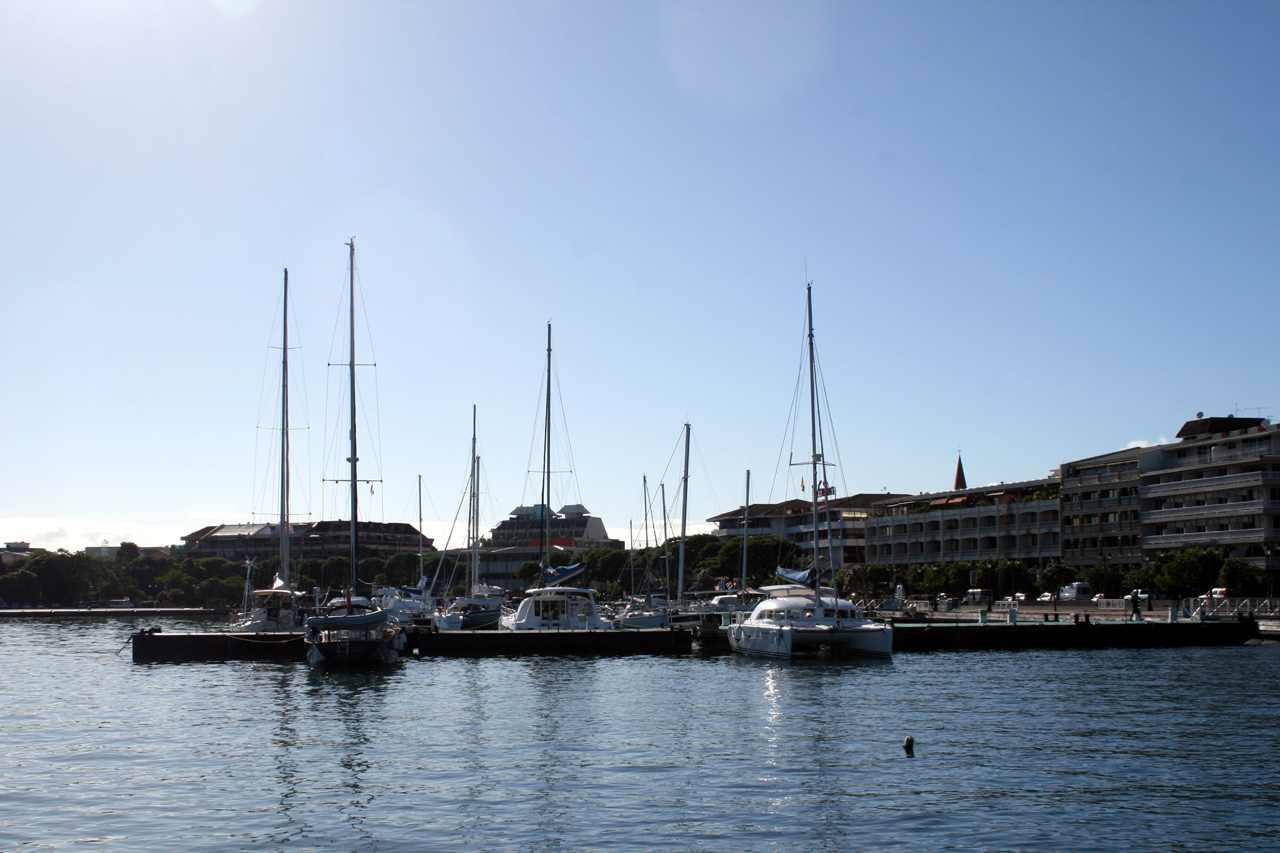
Papeete - Muelle de los Yates.

A causa de su escasa población y el aislamiento geográfico de los archipiélagos polinesios, las empresas de telecomunicaciones tienen poca competencia, las empresas públicas están en muchos casos en una situación de monopolio. Para la radio y la televisión, existe un mercado competitivo y un segundo operador de telefonía móvil hizo su aparición en 2009. Por muchos años, ninguna apertura para la competencia se previó para la telefonía fija y el acceso a Internet.
Sin embargo sector lleva varios años cambiando. El Internet está experimentando un rápido crecimiento, reforzado por la puesta en servicio de un cable submarino en 2010 (Honotua que conecta Tahití, Moorea, Bora Bora, Raiatea y Huahine con la isla estadounidense de Hawái), que sustituye a los enlaces por satélite utilizados hasta entonces. Mana, filial de la Office des Postes et Télécommunications, el operador tradicional, tiene la mayor parte del mercado. Otros proveedores de acceso intentan establecerse en sectores concretos:  Internet mobile en zonas urbanas, es un proveedor de acceso dedicado a los puertos deportivos. Aproximadamente 30 000 hogares están suscritos a Internet.
El 18 de diciembre de 2018, el cable Natitua entró en servicio. Conecta las islas Tuamotu y las Islas Marquesas a la red mundial.
En torno a 2020, un nuevo cable, Manatua, conectó la Polinesia Francesa con Nueva Zelanda, lo que permite asegurar el acceso a Internet de la Polinesia Francesa en caso de daño o corte de Honotua.
La telefonía móvil se introdujo en 1995. Desde el 17 de junio de 2013, un nuevo operador telefónico (PMT-Vodafone) ha surgido como primer competidor del incumbente polinésico (Tikiphone comercializado bajo VINI), poniendo así fin al monopolio. Casi todo el territorio está cubierto (61 islas en 2009), y hay más de 200 000 clientes registrados.
Entre 2013 y 2014, los números de teléfono pasaron de 6 a 8 dígitos. El 17 de junio de 2013, desde la apertura de Vodafone, los números de teléfono móvil de Vodafone empiezan por 89. El 21 de junio de 2014, los números de teléfono fijo de la OPT empiezan por 40. El 23 de junio de 2014, los números de teléfono móvil de Vini empiezan por 87. El 23 de junio de 2014, los números de la línea fija de Mana empiezan por 49.

### Energía

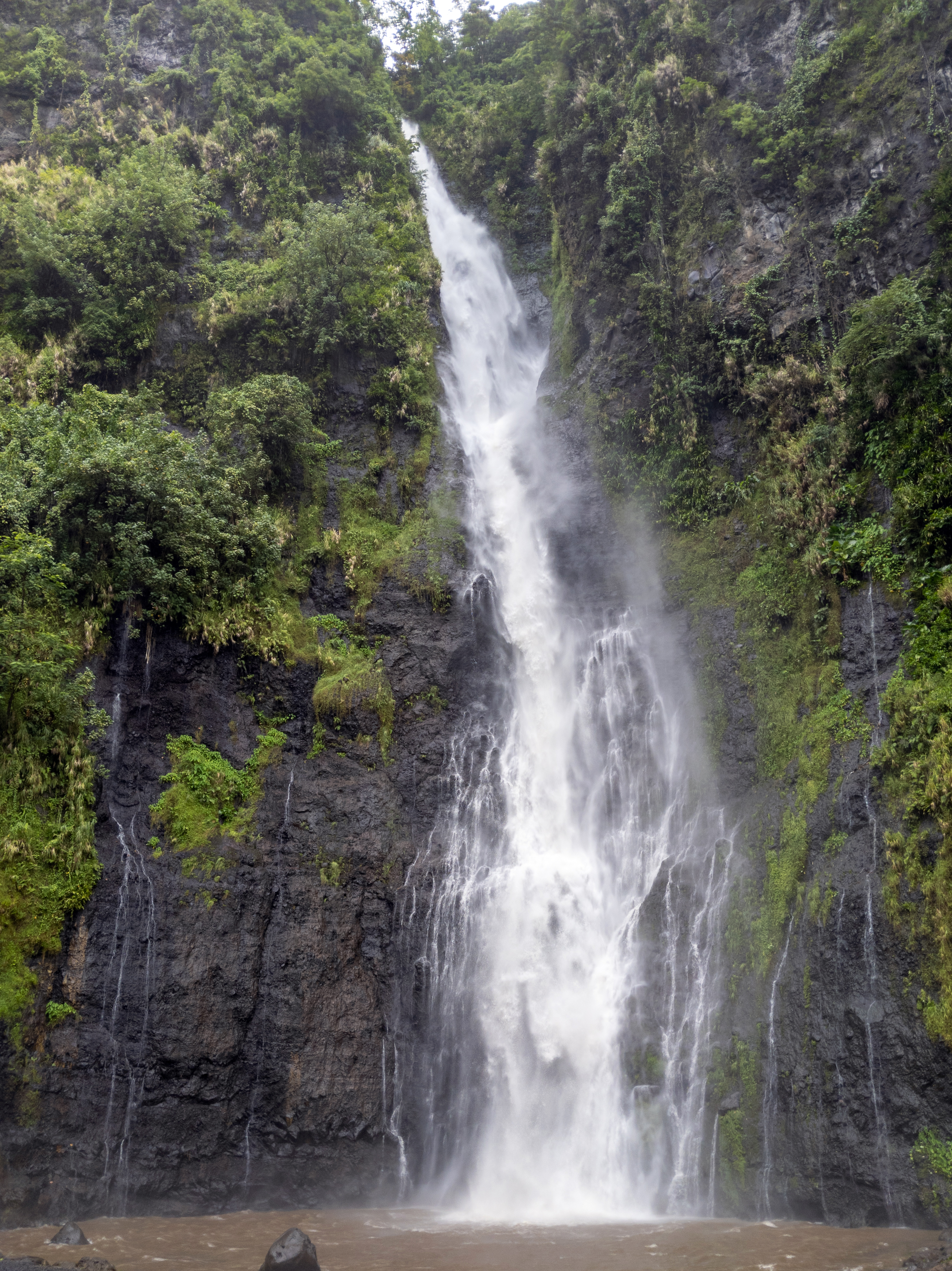
Las Tres Cascadas (Les Trois Cascades), Tiarei, Polinesia Francesa

Tres cuartas partes de la energía utilizada en el país proviene de la quema de combustibles fósiles, como gas natural, carbón y petróleo. El resto proviene de fuentes de energía renovable, principalmente la energía hidroeléctrica. Para reducir su dependencia del petróleo importado y disminuir su impacto ecológico, el gobierno ha comenzado a dar apoyo al uso de fuentes de energía renovable disponibles en las islas, principalmente sistemas que aprovechan la energía marina y la energía solar.
La producción y distribución de electricidad en la Polinesia Francesa la realiza principalmente el operador Électricité de Tahiti (28 municipios de los 48 a los que da servicio, cubriendo casi el 90 % de la población). El mix de producción es principalmente térmico, pero incluye una parte importante de energías renovables (principalmente hidroeléctrica), del orden del 25 al 30 % anual (frente al 16,1 % de Francia metropolitana y el 23,4 % de la Unión Europea en 2012). El récord alcanzado en el perímetro de Electricité de Tahití es del 65,8 %, para el día 11 de noviembre de 2015. La demanda máxima de energía en la red pública de la isla de Tahití alcanzó un máximo en 2010, con 101,5 MW.
En general, los costes de producción son muy elevados, debido al pequeño tamaño de los sistemas y a su carácter insular. Este fenómeno se amplifica en las islas distintas de Tahití. Sin embargo, a través de un mecanismo de igualación y control de precios, la tarifa de venta de electricidad es la misma independientemente de la ubicación (Tahití u otra isla). Las tarifas eléctricas se han reformado con la modificación n.º 17 del pliego de condiciones de la concesión Électricité de Tahití, de fecha 29 de diciembre de 2015, que debería suponer una nueva reducción de precios el 1 de marzo de 2016 y cumplir los requisitos de transparencia de costes formulados tanto por la Comisión de Regulación de la Energía como por el Tribunal Administrativo de la Polinesia Francesa.

### Agua potable y saneamiento
Sólo la mitad de la población tiene acceso al agua potable. En las islas altas, los recursos suelen ser abundantes, pero la escasa eficacia de las redes, unida al exceso de consumo, dificulta el establecimiento de un servicio de agua potable económicamente viable. Sin embargo, algunos municipios ofrecen un servicio de calidad a toda su población (por ejemplo, Papeete, Faa'a, Arue, Bora Bora, Huahine, Rapa). 
Los atolones tienen recursos subterráneos limitados y frágiles (con la excepción de Rikitea y Makatea). El uso de agua de mar (desalinización) y agua de lluvia completa el suministro. El saneamiento se realiza principalmente mediante sistemas autónomos o semicolectivos. Sólo los municipios de Bora Bora, Punaauia, Moorea y Papeete han puesto en marcha programas de saneamiento colectivo.

## Demografía

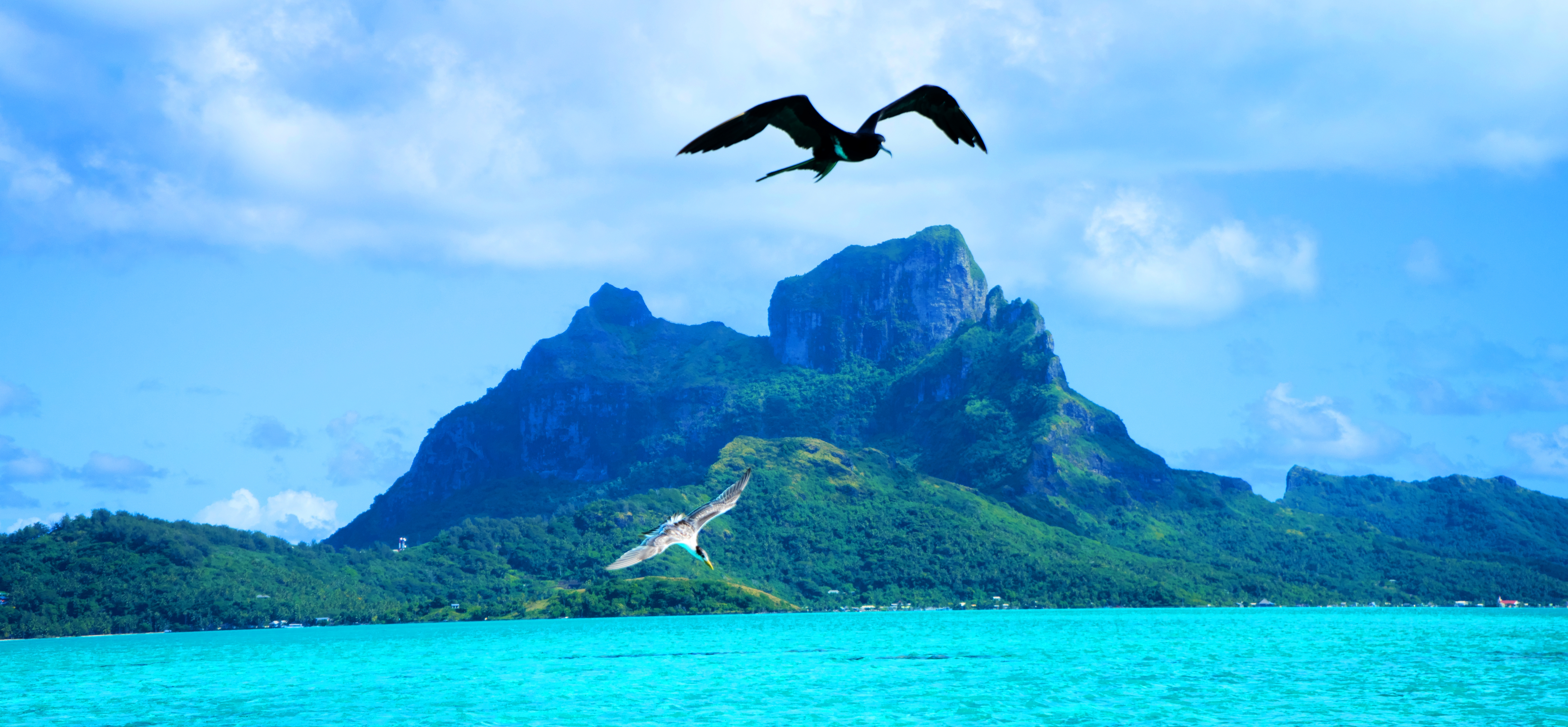
Bora Bora.

El área urbana de Papeete, la ciudad capital, cuenta con más de 127 635 habitantes.
La Polinesia Francesa alcanzó los 275 918 habitantes en el censo de 2017, un aumento con respecto a lo registrado en el censo de 2002 ( 245 405 habitantes), lo que representa menos del 0,4 % de la población francesa, pero el 10 % de la Francia de ultramar y un tercio de la población de las colectividades de ultramar. El 36 % de los polinesios tiene menos de 20 años, el 52 % menos de 30. La esperanza de vida es unos 5 años menor que en la Francia metropolitana (73,2 años para los hombres, 78,3 para las mujeres).
El Instituto de Estadística (INSEE) estima que habrá 320 000 en 2027.
Se pueden distinguir tres comunidades étnicas principales
- Polinesios: 78 % (218 400 habitantes);
- Europeos: 12 % (33 600 habitantes, en su mayoría de origen francés);
- Asiáticos (sobre todo de origen chino): 10 % (28 000 habitantes).

### Evolución demográfica
| 30 600                       | 31 900 | 31 600  | 35 900  | 40 400  | 44 000  | 51 200  | 58 200  | 63 300  |
| 1956                         | 1962   | 1971    | 1977    | 1983    | 1988    | 1996    | 2002    | 2007    |
| 76 323                       | 84 551 | 119 168 | 137 382 | 166 753 | 188 814 | 219 521 | 245 516 | 259 596 |
| Datos de fuentes históricas. |        |         |         |         |         |         |         |         |

### Idiomas

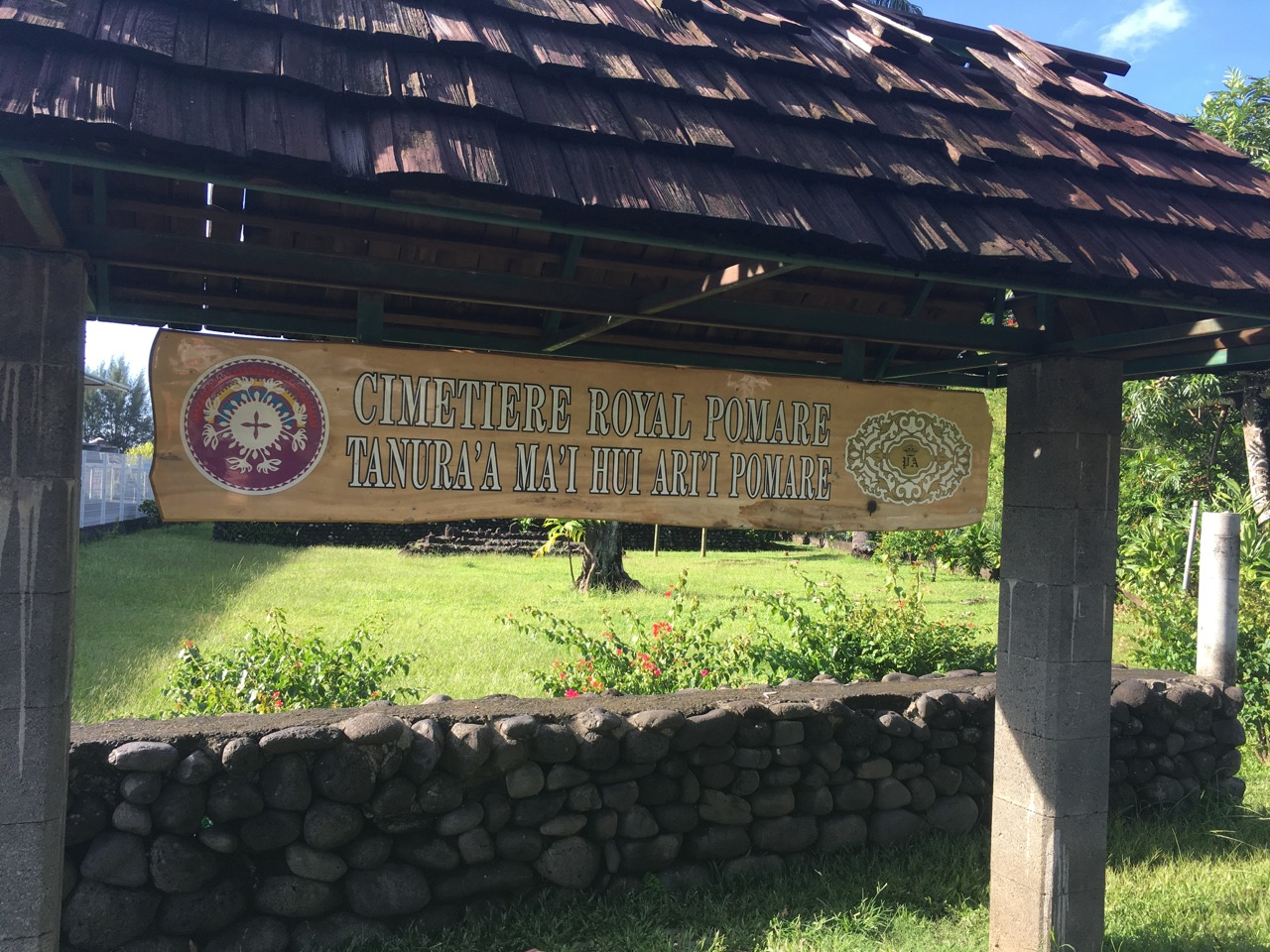
Cartel escrito en francés y tahitiano

De acuerdo con el artículo 2 de la Constitución de Francia, "la lengua de la República es el francés".
La ley estatutaria dedica el artículo 57 a la cuestión de la lengua: "El francés es la lengua oficial de la Polinesia Francesa".
Su uso es obligatorio para las personas jurídicas de derecho público y las personas de derecho privado en el ejercicio de una misión de servicio público, así como para los usuarios en sus relaciones con las administraciones y los servicios públicos.
El tahitiano sigue estando prohibido en la Asamblea de Polinesia.
El francés, el tahitiano, el marquesano, el paumotu y el mangareviano son las lenguas que se hablan en la Polinesia. Las personas físicas y jurídicas de derecho privado las utilizan libremente en sus actos y acuerdos; éstos no son inválidos por no estar escritos en la lengua oficial.
La lengua tahitiana es una asignatura que se imparte en el horario normal de las escuelas infantiles y primarias, en los centros de enseñanza secundaria y en los centros de enseñanza superior. Por decisión de la Asamblea de la Polinesia Francesa, la lengua tahitiana puede ser sustituida en determinadas escuelas o instituciones por una de las otras lenguas polinesias. El estudio y la pedagogía de la lengua y la cultura tahitianas se imparten en los centros de formación de profesores.
En 2007, el Instituto de Estadística de la Polinesia Francesa (ISPF) contabilizó un 94,7% de personas mayores de 15 años que sabían hablar, leer y escribir en francés, mientras que el 74,6 % de estas mismas personas sabían hablar, leer y escribir una de las lenguas polinesias. Entre esta población mayor de 15 años, la lengua más hablada en el hogar era el francés para el 68,5 %, una de las lenguas polinesias para el 29,9 % (principalmente el tahitiano) y el chino para el 1,0 % (principalmente el hakka).
La Universidad de Laval (Quebec) estima que el 81,8 % de la población es francófona. El recuento de francófonos en los países miembros de la OIF en 2005 indica que el 90 % de los francófonos están en la Polinesia Francesa.

### Religión
El cristianismo es la religión principal de las islas, 53 % pertenece a diversos grupos cristianos protestantes y un 38,3 % pertenece a la Iglesia católica. El cristianismo ocupa un lugar central en la sociedad polinesia contemporánea. En 1951, el censo enumeraba cinco iglesias e indicaba que una cuarta parte de la población era católica, algo más de la mitad protestante (54,81 %), mientras que las iglesias restantes - Adventistas, la Iglesia de Jesucristo de los Santos de los Últimos Días y la Comunidad de Cristo, conocida localmente como "sanito", representaban en conjunto solo el 6,41 % de los habitantes de la Polinesia Francesa. 
Según datos de 1991 los Católicos son mayoría en las Islas Tuamotu, Islas Gambier y las Islas Marquesas, mientras que los protestantes son mayoría en las Islas Australes y varias de las islas de la Sociedad como Tahití. El número de católicos ha aumentado hasta 280 100 fieles (2019) un crecimiento con respecto a 1950 cuando representaba el 21,6 % y 58 000 fieles. Según estimaciones de 2002 el 90 % son católicos en las Islas Tuamotu, Islas Gambier y las Islas Marquesas,  el 80 % son protestantes en las Islas Australes, mientras que en Tahití el 47 % es protestante y el 38 % católico.

#### Iglesia protestante Ma'ohi
En 1971, fecha del último censo en el que se mencionaba la afiliación religiosa, la Iglesia católica había hecho progresos significativos (34,5 %), mientras que la Iglesia Evangélica de la Polinesia Francesa (EEPF, protestante histórica - 50,5 %) había disminuido ligeramente.
Durante la década de 1980 se desarrollaron nuevas iglesias, especialmente las pentecostales, mientras que las iglesias adventistas y, sobre todo, la Iglesia de Jesucristo de los Santos de los Últimos Días, progresaron de manera muy significativa, sobre todo a expensas de la EEPF. Las últimas indicaciones disponibles, publicadas en 2006, muestran que casi uno de cada cinco polinesios ya no pertenece ni a la Iglesia Católica ni a la EEPF (rebautizada como Iglesia Protestante Ma'ohi en 2004).

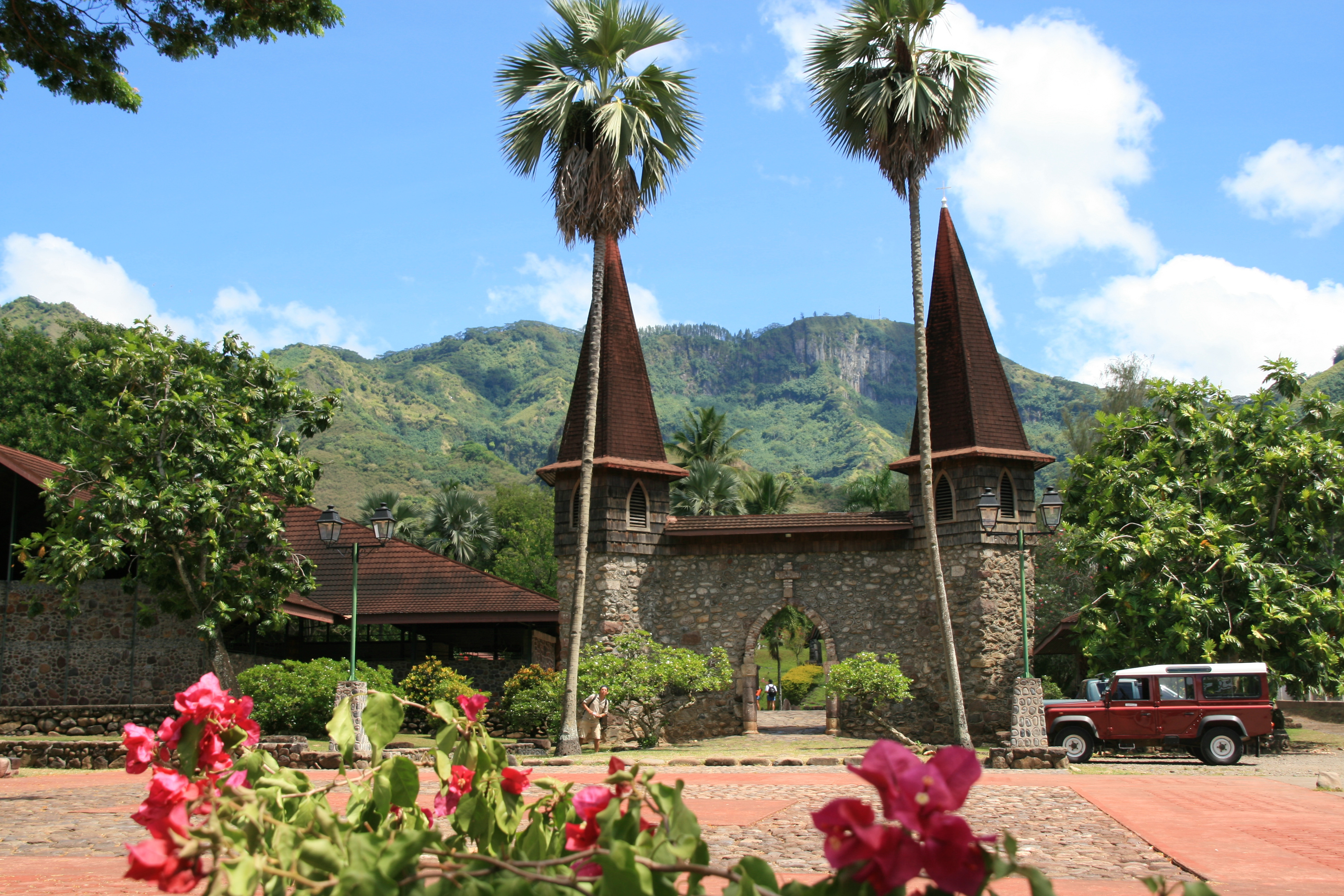
Catedral católica de Notre-Dame de Taiohae

La Iglesia Protestante Ma'ohi (EPM) comprende alrededor del 38 % de la población polinesia. Es el heredero de las primeras misiones protestantes en Oceanía, que introdujeron el cristianismo en Tahití. El 5 de marzo de 1797, fecha en que los misioneros del barco Duff  fletado por la Sociedad Misionera de Londres desembarcaron en la Bahía de Matavai, figura en el calendario oficial de fiestas de la Polinesia desde 1978 y es conmemorada cada año por la EPM.

#### Iglesia católica
La Iglesia católica también representa alrededor del 38 % de la población. Las misiones católicas se establecieron a partir de 1834 en los archipiélagos que hoy forman la Polinesia Francesa: en las islas Gambier (hermanos de la Congregación de los Sagrados Corazones de Jesús y María, conocida como Picpus) con la conversión del rey Maputeoa en 1836, en las islas Marquesas (la primera misión se fundó en 1839 en la isla de Nuku Hiva), y luego en Tahití. Desde finales de los 70, la Renovación Carismática ha ocupado un lugar importante en la vida de la Iglesia Católica en la Polinesia Francesa.
La Prefectura Apostólica de Oceanía Oriental fue creada el 14 de junio de 1833 por el breve In sublimi del Papa Gregorio XVI, tomando su territorio de la Prefectura Apostólica de las Islas del Mar del Sur. No tenía territorio propio, sino que combinaba la Prefectura Apostólica de Oceanía del Sur y la Prefectura Apostólica de las Islas Sandwich (actual diócesis de Honolulu).
El 13 de agosto de 1844, en virtud de la breve Pastorale officium del Papa Gregorio XVI, la Prefectura Apostólica de las Islas Sandwich fue elevada a Vicariato Apostólico y pasó a ser autónoma del Vicariato Apostólico.
El 9 de mayo de 1848 cedió una parte de su territorio en beneficio de la erección del Vicariato Apostólico de las Islas Marquesas (hoy diócesis de Taiohae o Tefenuaenata) y al mismo tiempo asumió el nombre de Vicariato Apostólico de Tahití.

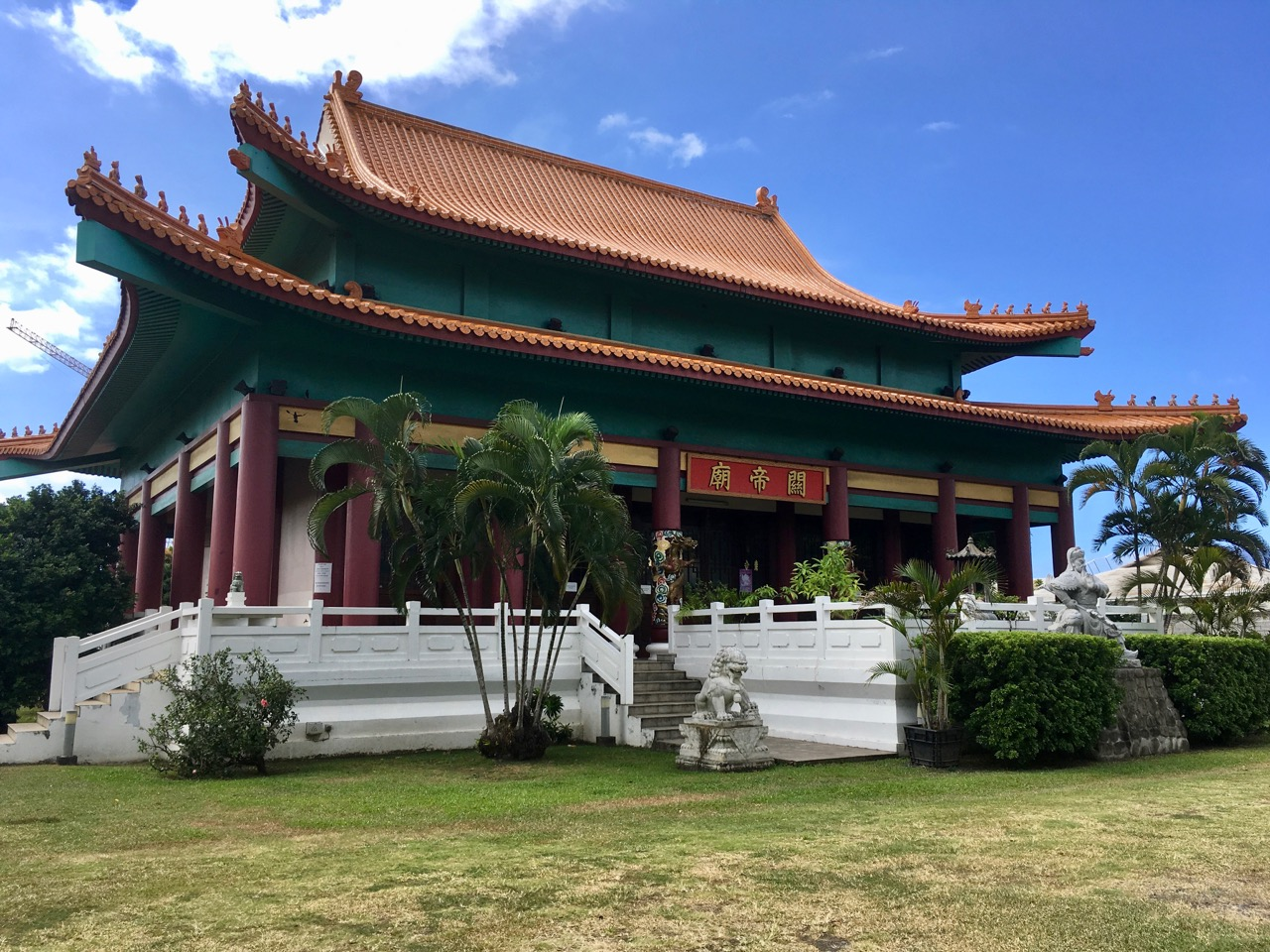
Templo Kanti de la comunidad china.

El 8 de febrero de 1889 cedió la Isla de Pascua a la Arquidiócesis de Santiago de Chile.
El 21 de junio de 1966 el Vicariato Apostólico fue elevado al rango de Archidiócesis Metropolitana por la bula Prophetarum voces del Papa Pablo VI.

#### Mormones
La Iglesia de Jesucristo de los Santos de los Últimos Días reúne al 6,5 % de la población. Las primeras misiones mormonas se crearon en 1844, en las Islas Tuamotu y las Islas Australes (Tubuai). Esta denominación creció fuertemente durante la década de 1980. La Comunidad de Cristo, conocida localmente como "sanito", representa el 3,6 % de la población. La Iglesia Adventista representa el 5,8 % de los creyentes de la Polinesia Francesa. Los adventistas reciben el apodo de "petania" ("Pitcairn" en tahitiano), en referencia a los habitantes de la isla de Pitcairn que fueron los primeros adventistas en Oceanía, ya en 1886, y al velero Pitcairn, cuya escala en Tahití en diciembre de 1890 marcó el comienzo de la misión adventista en las Islas de la Sociedad.

#### Pentecostales
Las otras iglesias han sido pentecostales desde 1962 (primero en la comunidad china de Tahití, luego en la población general desde los años 1980 - 1,5 %). Las otras religiones representadas en la Polinesia son el bahaísmo, el budismo (chino tradicional y zen) y el judaísmo (hay una sinagoga en Tahití). Los testigos de Jehová (2 %) han estado presentes desde principios de los años 1960.

### Educación
La educación es proporcionada por Francia. La Polinesia Francesa cuenta con una universidad, la Universidad de la Polinesia Francesa (Université de la Polynésie Française UPF), localizada en Faa’a en Tahití. Ésta es una pequeña universidad que cuenta con 2000 alumnos. Luis Peltzer, antiguo ministro de cultura de la Polinesia Francesa ha sido electo presidente de la universidad durante 5 años. Existen aproximadamente 60 investigadores en la universidad. La tasa de alfabetización, personas mayores de catorce años que saben leer y escribir, era de 98 %.

### Salud

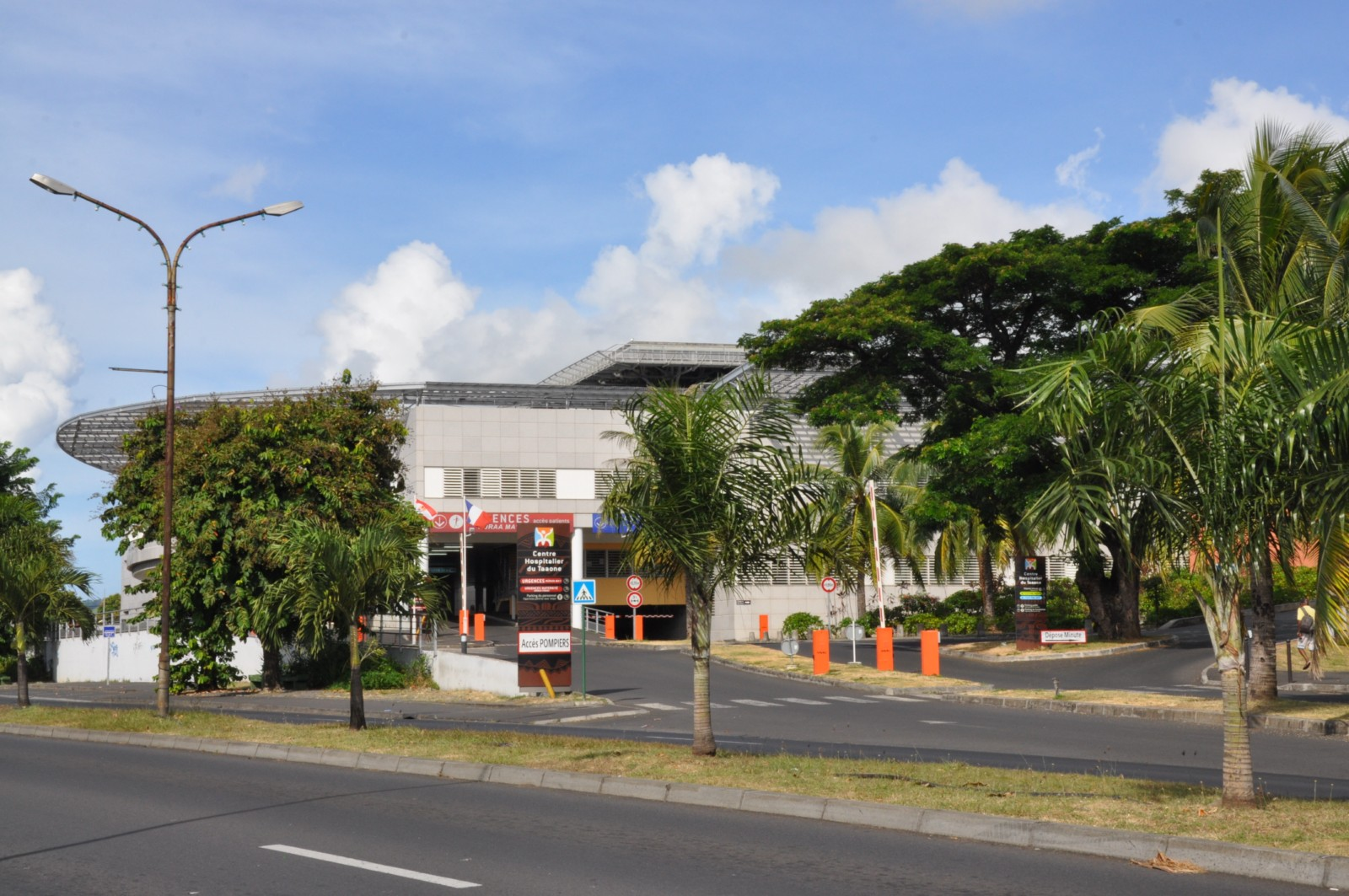
Centro Hospitalario de Taaone.

En 2014 la esperanza de vida era de 76,7 años, 74,5 para los varones y 79,1 para las mujeres. La mortalidad infantil sigue siendo elevada (5,5 por 1000 nacimientos) en comparación con la Francia metropolitana (3,8 por 1000).  Como en el resto de Francia, la población cuenta con asistencia sanitaria universal; sin embargo, casi el 3 % de la población tenía un acceso difícil a la atención médica, principalmente por lo remoto de su domicilio.
La cobertura médica suele ser buena en las islas más grandes, pero es limitada en las zonas más remotas o menos pobladas. Sin embargo, la mayoría de las islas tienen al menos un puesto médico (enfermería). ). Las personas que necesitan atención urgente o sufren enfermedades graves suelen ser trasladadas a Tahití para recibir tratamiento y, en el caso de patologías específicas, evacuadas a Nueva Zelanda o al continente.
El primer hospital del territorio fue el Hospital General de Vaiami ( l'hôpital général Vaiami), en Papeete, en 1884; siguió a una enfermería militar que databa de 1848. El departamento de psiquiatría permaneció en el lugar mientras el resto del hospital se trasladó a Mamao en 1970. En 2003, el hospital psiquiátrico se trasladó a Ta'aone, en la comuna de Pirae. En 2011 se le unirán los demás servicios del nuevo hospital, el CHPF.
El primer paciente con Covid 19 de la Polinesia fue tratado el 10 de marzo de 2020. Este primer caso confirmado el 11 de marzo es el de Maina Sage, miembro de Tapura huiraatira y miembro de la Asamblea Nacional de la Polinesia Francesa desde 2014. Se había reunido con el ministro de Cultura, Franck Riester, que también estaba infectado.
El balance comunicado por Sanidad el 6 de abril de 2020 mostraba 51 casos confirmados de coronavirus y una hospitalización en curso en la comunidad. El 40.º caso se detectó en Hitiaa O Te Ra, en el noreste de Tahití Nui. Los primeros 36 casos confirmados se distribuyen de la siguiente manera: 32 en Tahití, incluido uno localizado en Tahití Iti, en Taiarapu Oeste, tres en Moorea y uno en Rangiroa.

## Cultura

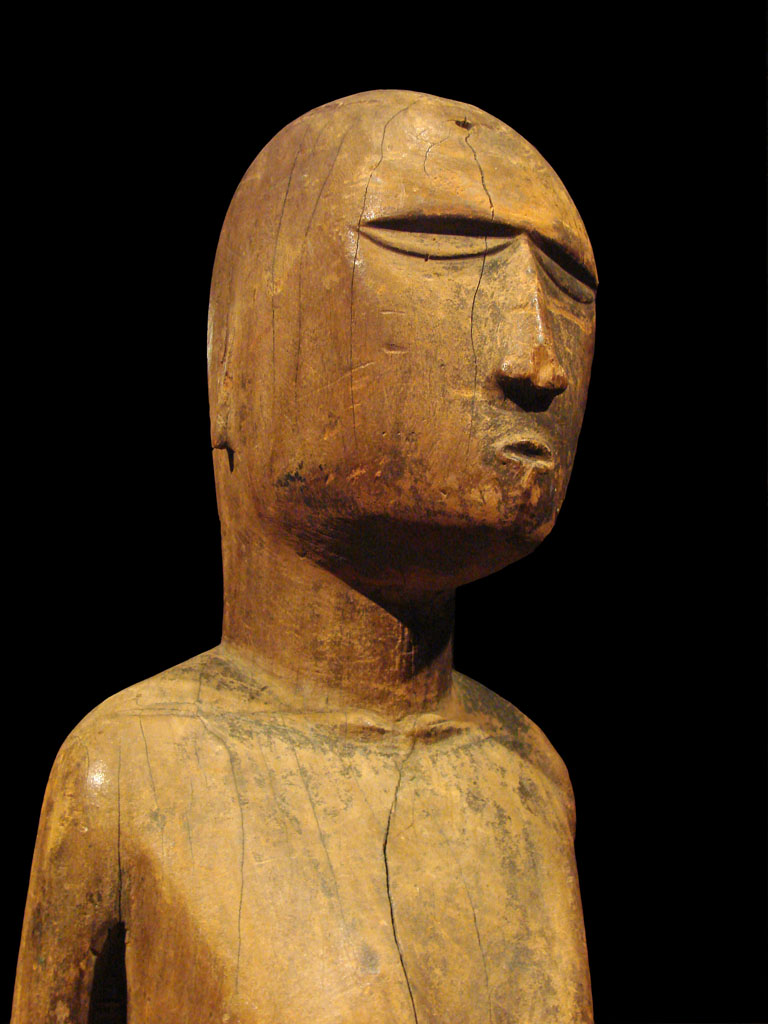
Efigie de una antigua deidad polinesia, Ro'go de las Islas Gambier

La cultura polinesia es rica y variada. Varias instituciones se encargan de su animación y promoción.
- La Casa de la Cultura (Maison de la culture o Te fare Tauhiti nui),[89] que vela por la promoción y la difusión de la cultura en la Polinesia Francesa, fomentando las actividades y creaciones artísticas en todas sus formas, así como la organización y la promoción de manifestaciones populares, incluyendo en particular la cultura Ma'ohi (véase Maohis), a nivel local, nacional e internacional. Gestiona los teatros situados en Papeete y una biblioteca.
- El Museo de Tahití y las Islas o Te Fare Manaha conserva y expone colecciones relacionadas con el patrimonio de Oceanía, y más concretamente de la Polinesia.
- El Centro de Artesanía de Papeete (Centre des métiers d'art de Papeete)[90] y el Conservatorio de Bellas Artes (Conservatoire artistique)[91] que aseguran la transmisión de los conocimientos artesanales.

### Patrimonio arqueológico
La antigua civilización local ha dejado muchos vestigios a pesar de la destrucción orquestada por los colonizadores. Así, numerosos marae (templo o lugar de ceremonias), conjunto de plataformas, pavimentos y piedras en pie, han sido objeto de excavaciones arqueológicas y operaciones de acondicionamiento: el marae de Taputapuatea en la isla de Raiatea (clasificado como Patrimonio Mundial de la UNESCO), el marae de Arahurahu en la isla de Tahití en Paea, el marae de Upeke en la isla de Hiva Oa en Taaoa, etc. El Museo de Tahití y de las Islas dispone de una reproducción de las mismas.
Las viviendas estaban bastante dispersas y que se establecían en una base de piedra, el paepae, a menudo todavía son visibles hoy en día.

### Música
La música de la Polinesia Francesa estuvo a la vanguardia de la escena de la world music en 1992, con el lanzamiento de las grabaciones del Coro de Tahití acompañados con voces de música cristiana llamada himene tārava, grabadas por el musicólogo francés Pascal Nabet-Meyer. Esta forma de canto es común en la Polinesia Francesa y las Islas Cook, y se distingue por una caída única en el tono al final de las frases, lo cual es una característica formada por varias voces; también se acompaña de gruñidos constantes de staccato, y sílabas sin sentido.

### Danza

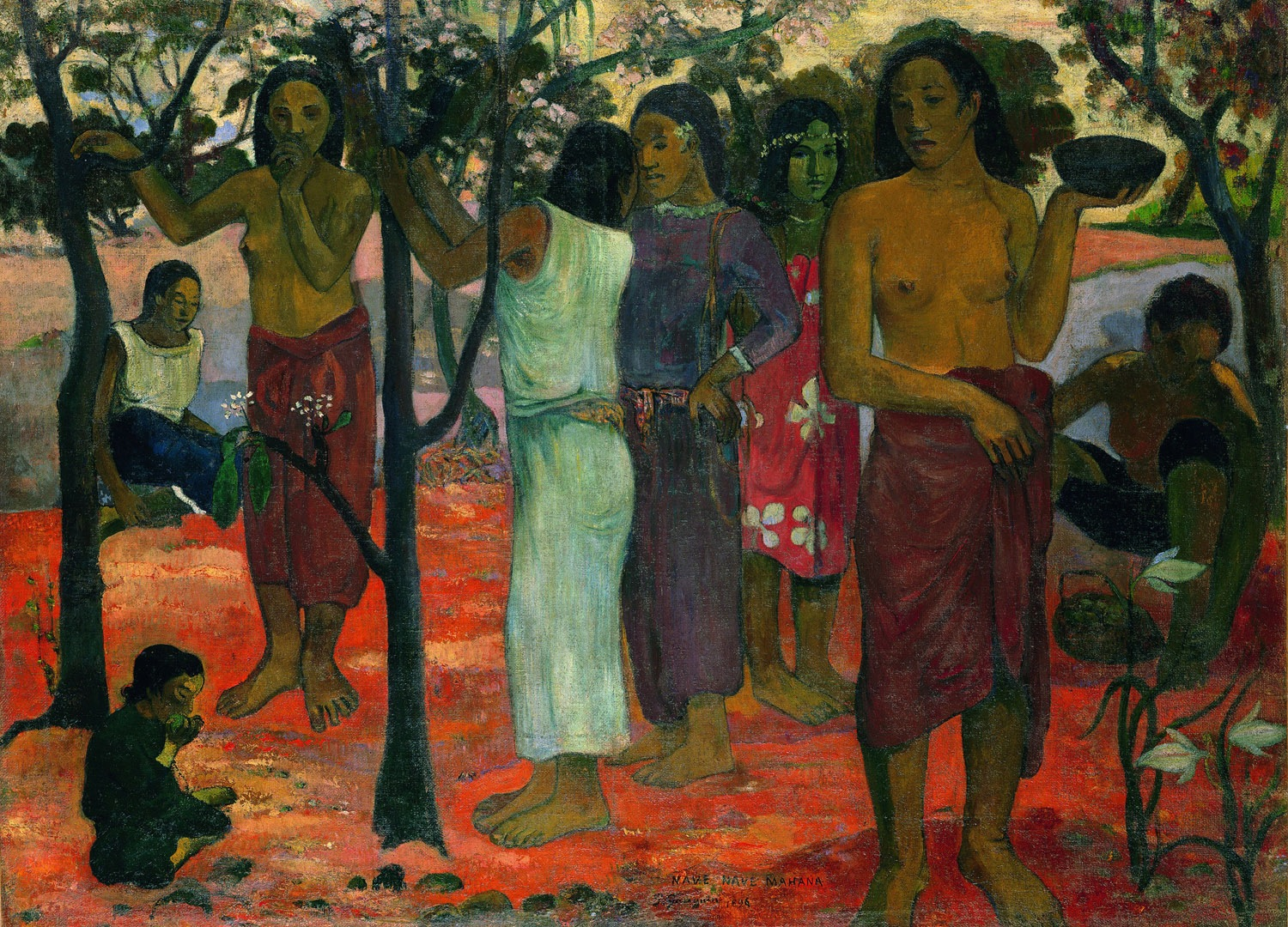
Pintura de Paul Gauguin de 1896.

La danza es, sin duda, el elemento más compartido, si no esencial, en toda la Polinesia Francesa. Las danzas preeuropeas son poco conocidas. Estaban más bien destinadas a los jefes, y acompañaban todos los acontecimientos que marcaban la vida social. Los misioneros prohibieron estas danzas considerándolas "inmorales" en las ceremonias oficiales, y las prohibiciones se proclamaron varias veces a partir de 1820. Desde principios del siglo XX, volvieron a estar permitidos. Los bailes se inspiran en escenas de la vida cotidiana: la elaboración de la tapa, el movimiento de las palas.
La profesionalización comenzó en 1956, cuando Madeleine Moua fundó el grupo Heiva.
Durante el Heiva I Tahiti, un evento cultural anual en Papeete, cada mes de julio, los grupos de baile compiten interpretando cuatro tipos de danzas 'ori Tahiti: 'ote'a, 'aparima, hivinau y paoa. El Festival de las Artes de las Marquesas también incluye la danza.
Los grupos pueden interpretar otras danzas: tamure (danza de pareja), danza de los pájaros (Marquesas), kapa (Tuamotu), pe'i (Gambier).
Los trajes típicos destacan por estar fabricados con fibras vegetales.

### Pintura
Unas cuantas pinturas rupestres descubiertas en las Islas Marquesas atestiguan la existencia de la pintura antes de la llegada de los europeos. En busca de una época mítica en la que el hombre viviera en armonía con el mundo y la naturaleza, Paul Gauguin partió hacia la Polinesia en 1891. Murió en las Islas Marquesas en 1903. Sus pinturas contribuyeron activamente al mito polinesio. Matisse también estuvo allí durante unos meses.
Muchos pintores figurativos están representados localmente, principalmente por la Galerie des Tropiques, en Papeete, como Deloffre. Los artistas plásticos Paskua, Jonathan Bougard, Andréas Dettloff, representan al territorio a nivel internacional.

### Escultura

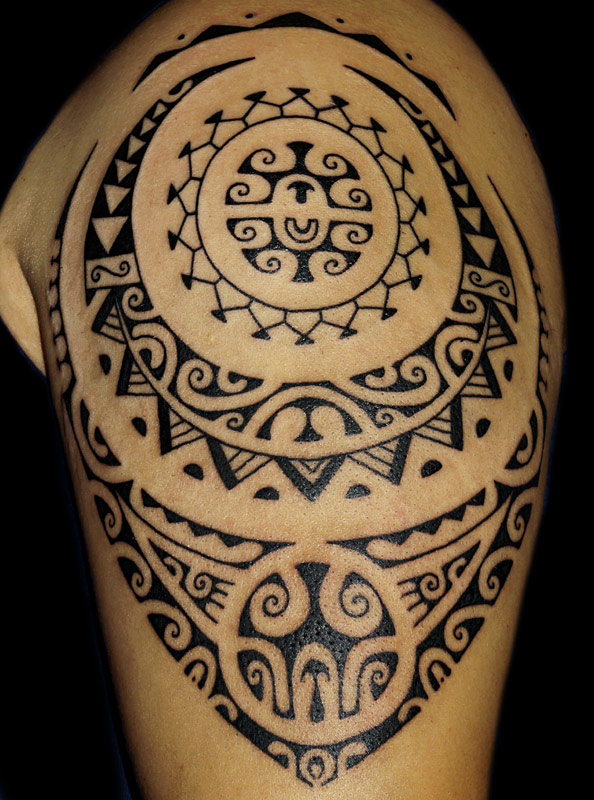
Tatuaje moderno realizado por el tatuador local Manu Farrarons

Los escultores utilizan madera, coral, piedra, hueso y marfil. Ocupaban una posición privilegiada en la sociedad antigua por sus conocimientos técnicos y su vínculo con lo sagrado. Los museos de Tahití, del Quai Branly y de Auckland albergan tiki (estatuas), penu (mazo), rompecabezas, instrumentos de percusión y otros objetos que muestran la destreza adquirida por los artesanos polinesios. El Centro de Artesanía de Papeete desempeña un papel importante en la conservación de las especificidades artísticas polinesias y oceánicas.

### Tatuajes
En el siglo XVIII, los primeros exploradores europeos informaron del descubrimiento de los tatuajes polinesios, una marca esencial del lugar que ocupaba el polinesio en la sociedad. Poco a poco, los misioneros cristianos llegaron a proscribir esta práctica. Pero durante la segunda mitad del siglo XX, el tatuaje polinesio volvió a ser popular entre los jóvenes polinesios, en busca de una vuelta a los valores culturales y tradicionales.

### Artesanía
La Polinesia Francesa es famosa por sus joyas elaboradas con materias primas locales: nácar, madera, hueso, fibra de coco y perlas de Tahití. El nácar se utiliza desde hace mucho tiempo en la Polinesia para fabricar joyas y adornos. El desarrollo de la cría de perlas ha permitido un mayor desarrollo de este arte tradicional.
Sin embargo, la artesanía se expresa tradicionalmente a través del Tifaifai (tejido decorado por un sistema cercano al patchwork), la Tapa (tejido tradicional hecho de corteza) que se utiliza para hacer pareos, tejidos (cestas, ni'au (de cocoteros) o cubiertas de pandanus o sombreros.

### Gastronomía
La gastronomía polinesia se caracteriza por una gran diversidad de platos, basados en el marisco y las frutas exóticas e influenciados por la cocina francesa y china.

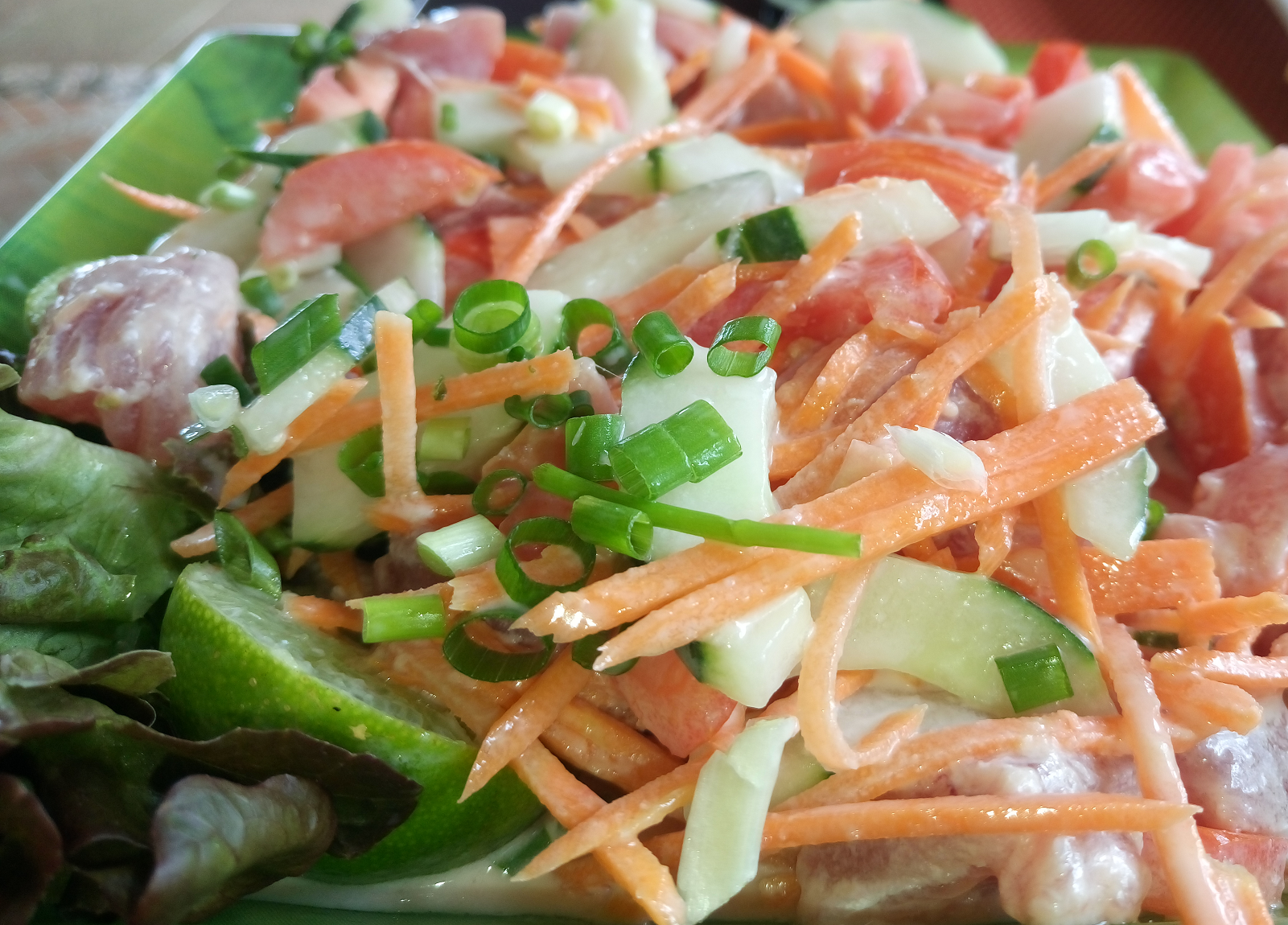
Poisson cru à la tahitienne (Pescado crudo a la tahitiana)

Hay, por supuesto, claras diferencias entre los archipiélagos.
La diversidad y la frescura del marisco contribuyen a la riqueza de la gastronomía polinesia. Se preparan de muchas maneras (a la parrilla, en brocheta, fritas, tartar, semicocinadas, etc.).
Entre los peces de profundidad, las especies más populares son: el atún blanco y el atún rojo, el dorado, el salmón de los dioses, el pez espada y el tazar.
La laguna también produce una increíble variedad de peces utilizados en la cocina tradicional: loro, jurel, salmonete, etc.
Entre los mariscos, también son muy populares las langostas, las cigarras de mar o Scyllaridae, las almejas, los erizos de mar y las huevas.
Entre las frutas se encuentran los cocos, las piñas, la papaya o lechoza (que puede comerse verde como ensalada o madura como fruta), los mangos, los pomelos, las limas, los plátanos, la carambola, la guanábana, la sandía, las manzanas estrella y el rambután. Entre las hortalizas se encuentran el 'uru (fruto del árbol del pan), el taro (que se consume tanto en platos salados como dulces) y el boniato.
La cocina tahitiana es una cocina suave, que utiliza relativamente pocas especias, en comparación con las cocinas del Océano Índico o de Asia, como la leche de coco, el jengibre, la lima, la vainilla y el tamarindo.
Algunos ejemplos de platos típicos:

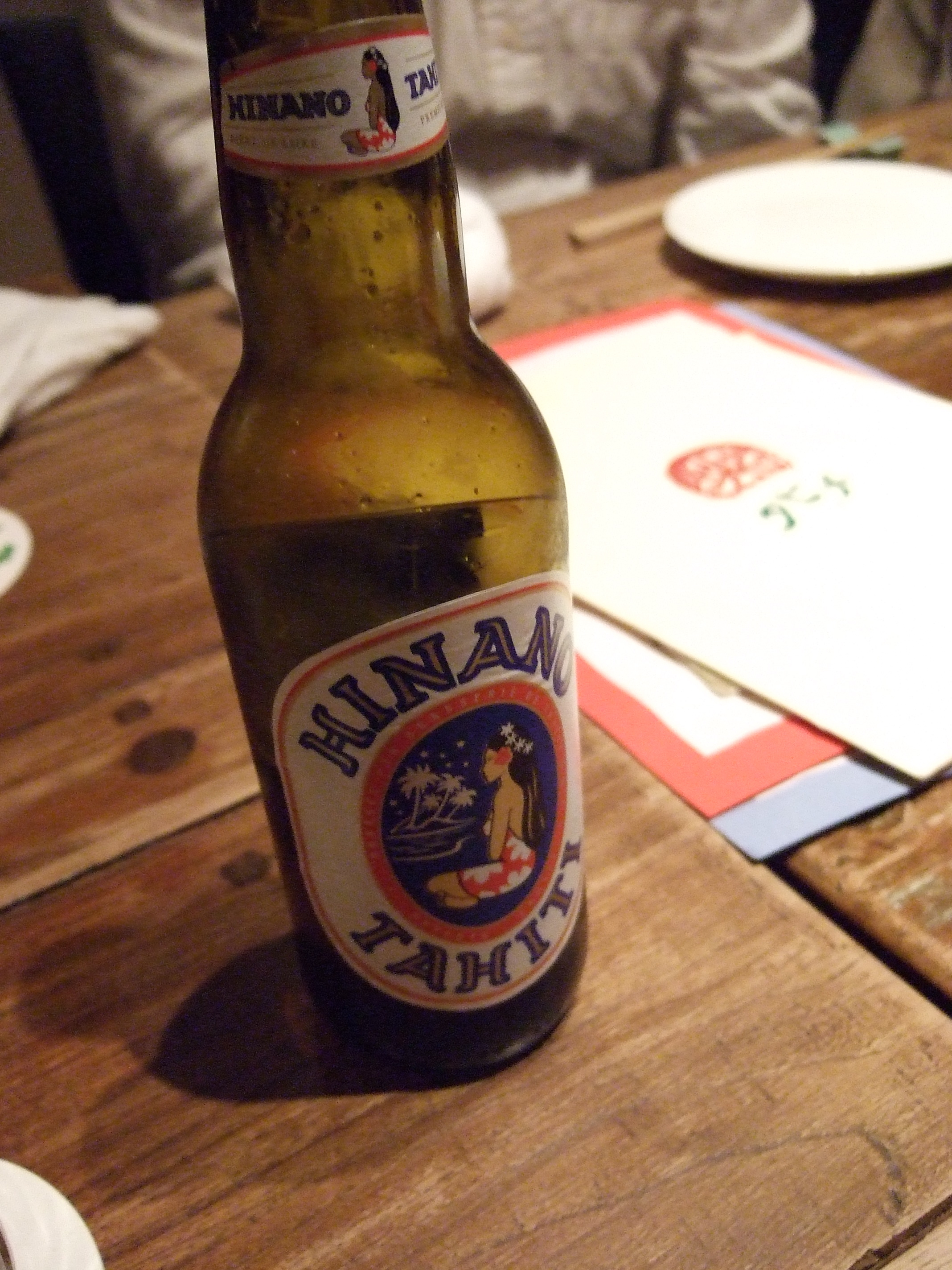
Cerveza de Tahití, llamada «Hinano»

- Pescado crudo en leche de coco (poisson cru au lait de coco): elaborado sobre todo con atún (rojo o blanco), es el plato más común, que puede tomarse en el desayuno o en la cena;
- Pollo fafa (poulet fafa): pollo cocido a fuego lento con brotes jóvenes de taro (fafa) y leche de coco. El sabor de la fafa es similar al de las espinacas;
- pua'a choux: un guiso de cerdo con col blanca;
- fāfaru: pescado crudo marinado en agua de mar;
- la langosta marquesa a la parrilla (Langouste grillée à la marquisienne):
- po'e;
- pan de coco (Pain coco)

Las comidas festivas son la ocasión de preparar el horno tahitiano, o Ahi mā'a, en el que el pez cabra (langostinos de agua dulce), la carne de cerdo, las batatas, el taro, el uru, etc., se colocan en un gran agujero sobre piedras calentadas sobre las brasas, y se cubren con hojas de plátano y arena para que se guisen. En las Islas de la Sociedad se denominará mā'a tahiti; en las Marquesas, kaikai enana.

### Bebidas
No hay producción local de bebidas alcohólicas tradicionales, ya que el proceso de destilación fue introducido por los europeos. Es posible encontrar bebidas elaboradas con raíces de ti, inflorescencia de coco y diversos frutos. La cerveza local, Hinano, se ha convertido casi en un símbolo del territorio. 
Es una cerveza rubia ligera con una graduación de 5.º El vino se consume poco en la Polinesia, y su transporte y conservación son relativamente difíciles. Sin embargo, la Polinesia tiene su propio vino, impropiamente llamado Vin de Tahití (Vino de Tahíti), porque se produce en el atolón de Rangiroa, en Tuamotu. Creado en Nueva York en la década de 1980, el cóctel Bora-Bora tomó su nombre de la isla por la imagen exótica que transmite.

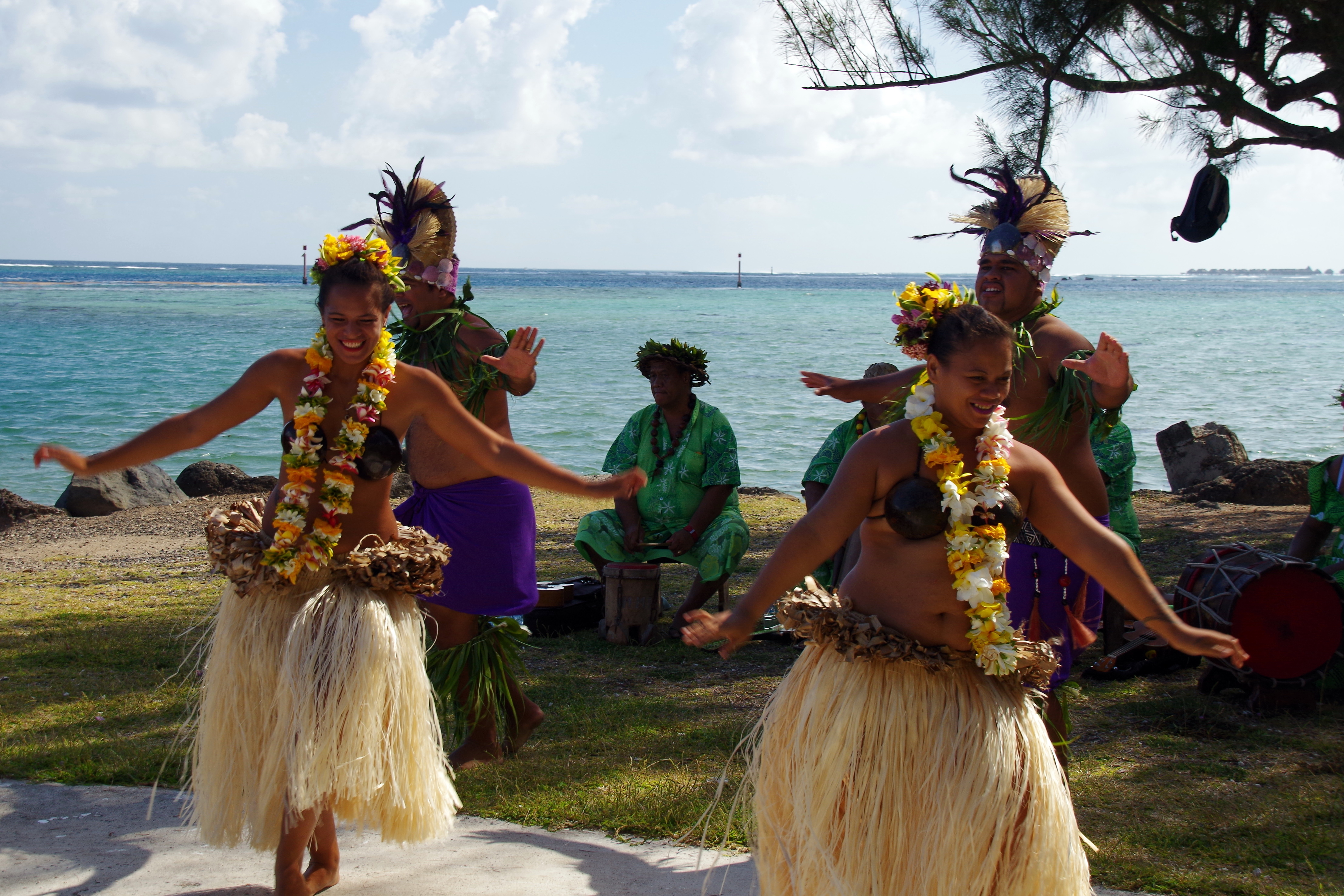
Espectáculo de Danza en Moorea

### Eventos culturales y festividades
Se organizan regularmente actos culturales para mantener la vivacidad de la cultura local y, a veces, para ayudarla a evolucionar. Los principales acontecimientos tienen lugar durante las fiestas de julio o Heiva I Tahiti. En este festival se celebran concursos de danza, canto y música tradicionales, así como competiciones deportivas tradicionales tahitianas. 
También se celebran competiciones deportivas a lo largo del año, como la Hawaiki nui va'a en octubre, una importante carrera de canoas polinesias, o las competiciones de transporte de naranjas, lanzamiento de jabalina, levantamiento de piedras o hana de cocos (rotura rápida de cocos) de la meseta de Taravao, en agosto, o el Billabong pro en la ola de Teahupo'o. Se organizan ferias para garantizar la comercialización y promover la artesanía local: tatuajes, esculturas marquesanas, fabricación de pareo o tifaifai, etc. A veces se organizan también recreaciones de ceremonias religiosas "tradicionales".

## Deportes
Por lo general, en deportes, a las representaciones deportivas de la Polinesia Francesa se les llama Tahití o Tahití Nui, al ser esta la isla más habitada del territorio y desde donde se maneja el poder económico, deportivo y político de la colectividad francesa. El país acogió los Juegos del Pacífico, cuando recibían la denominación de Juegos del Pacífico Sur, en dos ocasiones: 1971 y 1995. Además, es el segundo país que más medallas ha conseguido en la historia de la competición.

### Fútbol

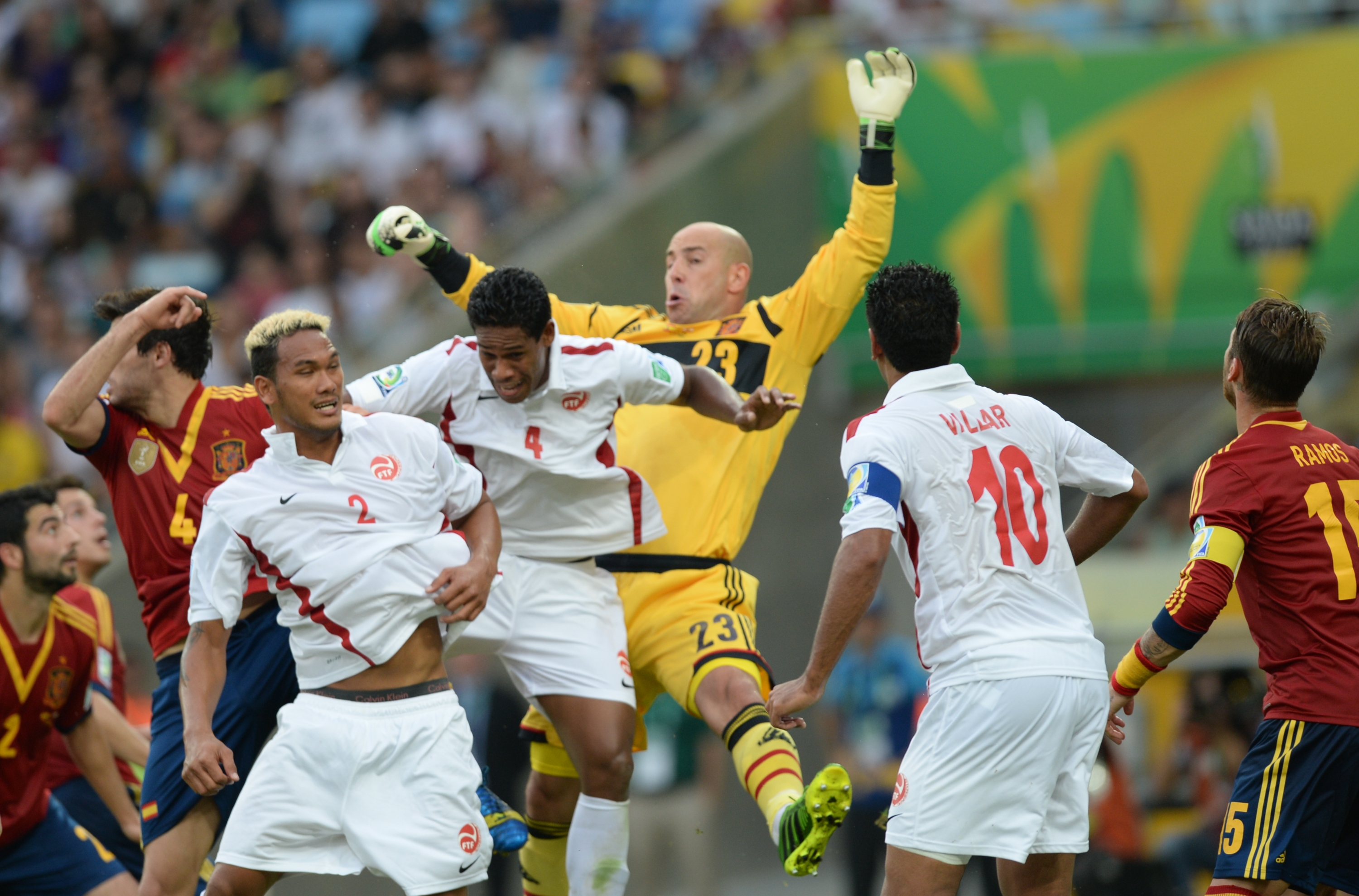
La selección de Tahití en un partido contra España en la Copa FIFA Confederaciones 2013.

La selección tahitiana de fútbol ganó la Copa de las Naciones de la OFC 2012 y representó a Oceanía en la Copa FIFA Confederaciones 2013, donde fue goleada 6-1 ante Nigeria, 10-0 frente a España y 8-0 a manos de Uruguay. Ese mismo año, se organizó en el país la Copa Mundial de Fútbol Playa, en la que el seleccionado francopolinesio terminó en cuarto lugar. Dos años después, en 2015, fue subcampeón tras perder la final con Portugal 5-3. La Primera División de Tahití fue fundada en 1948 y desde entonces el club que más títulos ha conquistado es el AS Central Sport, con 20.

### Va'a
El deporte tradicional polinesio llamado va'a se practica en todas las islas. En la Polinesia Francesa se celebra la Hawaiki nui va'a [fr], una carrera internacional entre las islas de Tahití, Huahine y Bora Bora.

### Surf y Kitesurf
La Polinesia Francesa es famosa por sus olas de arrecife. Teahupo'o es probablemente la más renombrada, clasificada regularmente entre las mejores olas del mundo. Este lugar acoge la competición anual de surf Billabong Pro Tahití, séptima parada del World Championship Tour, y está previsto que acoja las pruebas de surf de los Juegos Olímpicos de verano de 2024.
En la Polinesia Francesa hay muchos lugares para practicar el kitesurf, siendo Tahití, Moorea, Bora-Bora, Maupiti y Raivavae algunos de los más emblemáticos.

### Rugby

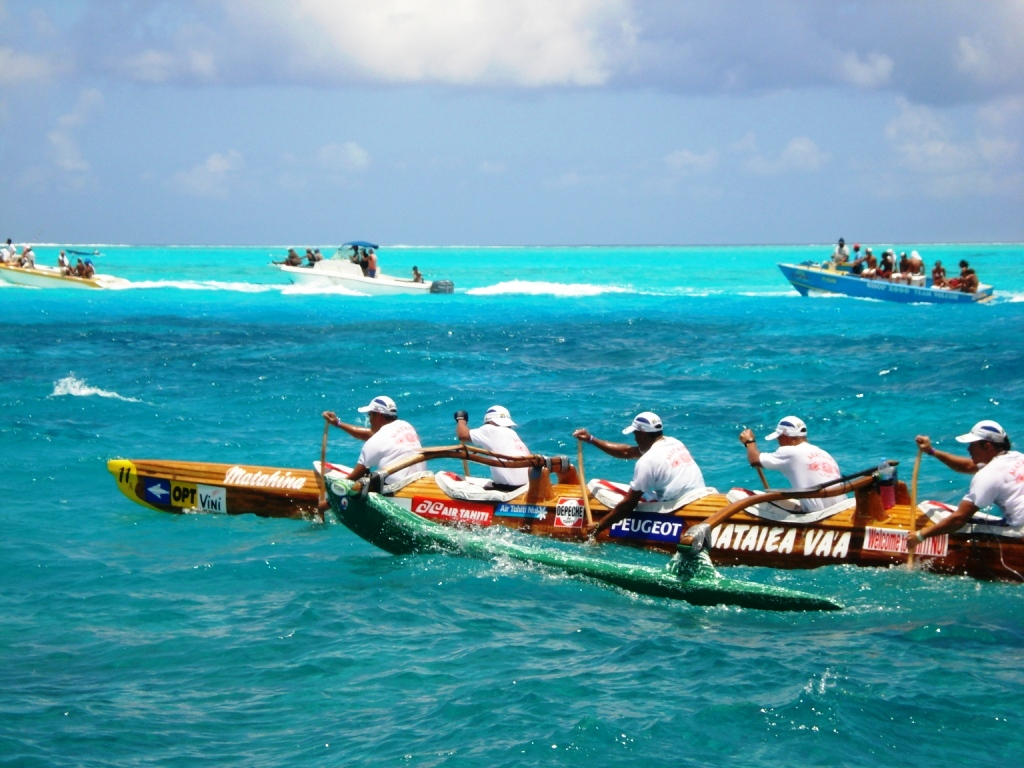
Va'a (canoa tradicional polinesia con balancín) durante la carrera Hawaiki Nui Va'a

El rugby union en la Polinesia Francesa, especialmente en la isla principal de Tahití, es un deporte de equipo muy popular. El rugby fue introducido por primera vez por los marineros británicos, kiwis y australianos, y también por los franceses y la fuerte presencia del juego entre las naciones del Pacífico. Los principales clubes tahitianos participan en la liga nacional de clubes, el Championnat de Tahiti. Los clubes también compiten en partidos amistosos contra equipos de clubes extranjeros de naciones vecinas, al otro lado del Pacífico, hasta Chile.
La selección nacional de rugby compite anualmente en la Copa de Oceanía, que ganó por última vez en 2017. Tradicionalmente, los partidos de rugby en la Polinesia Francesa tienden a celebrarse por la noche en lugar de por la tarde como es común en otros lugares, debido al clima tropical. Es por esto que los organizadores del rugby en Tahití tienden a ofrecer entretenimiento durante el día, para mantener cómodos a los jugadores de rugby, a los visitantes, etc.

## Códigos
La Polinesia Francesa tiene los siguientes códigos:
- F-OH, según la lista de prefijos de matrícula de aeronaves de la OACI
- NT, según la lista de prefijos de aeropuertos de la OACI,
- PF, según la norma ISO 3166-1 (lista de códigos de países), código alfa-2,
- .pf, según la lista de TLD (dominios de nivel superior) de Internet,
- PYF Este enlace lleva a una página de homónimos, según la norma ISO 3166-1 (lista de códigos de países), código alfa-3,
- XPF: para la moneda según la norma ISO 4217.